# Bitwa Warszawska
Bitwa Warszawska, zwyczajowo nazywana Cudem nad Wisłą – operacja wojskowa stoczona w dniach 13–25 sierpnia 1920 roku pomiędzy nacierającą na Warszawę i na północny zachód od niej Armią Czerwoną a Wojskiem Polskim, zgrupowanym nad Wisłą i Wieprzem; decydująca bitwa wojny polsko-bolszewickiej.
Znalazłszy się w krytycznej sytuacji, u progu spodziewanej przez wielu klęski, oddziały Wojska Polskiego zdołały odepchnąć i pokonać nacierające wojska Frontu Zachodniego Armii Czerwonej, dowodzone przez Michaiła Tuchaczewskiego. Zwycięstwo strony polskiej w bitwie radykalnie zmieniło przebieg wojny, pozwoliło zachować niepodległość odradzającej się Rzeczypospolitej, a także przekreśliło radzieckie plany ustanowienia w Polsce republiki sowieckiej, ofensywy na Europę Zachodnią oraz plany wywołania międzynarodowej rewolucji.
Kluczową rolę odegrała kontrofensywa Wojska Polskiego na lewe skrzydło nacierającej na Warszawę i na północ od niej Armii Czerwonej. Plan bitwy został opracowany według dyrektywy Naczelnego Wodza Józefa Piłsudskiego przy czynnym udziale szefa Sztabu Generalnego Wojska Polskiego Tadeusza Rozwadowskiego, a przeprowadzony przez Naczelnego Wodza Józefa Piłsudskiego, wyprowadzony znad Wieprza 16 sierpnia 1920, przy jednoczesnym związaniu głównych sił bolszewickich na przedpolach Warszawy.
Był to przełomowy moment dla strony polskiej, która od czasu zakończenia ofensywy na Kijów, została zmuszona przez wojska radzieckie do chaotycznego odwrotu na zachód. Na przełomie lipca i sierpnia 1920 roku sytuacja wojsk polskich stawała się krytyczna. Niepowodzeniem zakończyła się próba powstrzymania ofensywy sił bolszewickich na linii Bugu. Z początkiem sierpnia oddano twierdzę Brześć, a Armia Czerwona uzyskała otwartą drogę na Warszawę. Siły polskie wydawały się bliskie rozpadu, a obserwatorzy przewidywali zwycięstwo radzieckie. 6 sierpnia oddziały polskie otrzymały rozkaz cofnięcia się ku Wiśle celem przegrupowania sił, przygotowania kontruderzenia i zorganizowania obrony stolicy. Generał Józef Haller formował Armię Ochotniczą, a stanowisko Wojskowego Gubernatora Warszawy objął generał Franciszek Latinik .
Bitwa rozpoczęła się 13 sierpnia 1920, kiedy wojska Armii Czerwonej, dowodzone przez Michaiła Tuchaczewskiego, zbliżyły się do Warszawy. Walki toczyły się na obszarze sięgającym na południe po Włodawę nad Bugiem, na północ po Działdowo. Obronna faza bojów koncentrowała się na Froncie Północnym generała Józefa Hallera. 1 Armia generała Franciszka Latinika, choć początkowo zmuszona do ustąpienia w rejonie Radzymina na drugą linię obrony pomiędzy Nieporętem i Rembertowem, w końcu skutecznie zatrzymała radzieckie natarcie na przedmościu warszawskim , zaś 14 sierpnia polska 5 Armia generała Władysława Sikorskiego podjęła działania ofensywne nad Wkrą.
Decydujący cios Frontowi Północnemu Armii Czerwonej zadała grupa uderzeniowa Naczelnego Wodza Józefa Piłsudskiego, wyprowadzając 16 sierpnia kontruderzenie znad Wieprza, przełamując pozycje słabej Grupy Mozyrskiej pod Kockiem i Cycowem, a następnie wychodząc na tyły Armii Czerwonej, frontalnie atakującej Warszawę. Działania wojsk polskich wymusiły niezorganizowane cofanie się Armii Czerwonej na północny wschód. Armia Czerwona poniosła znaczne straty. Od tego momentu przez kolejne tygodnie Wojsko Polskie pozostawało w permanentnej ofensywie. Siły polskie przeszły do działań pościgowych, odnosząc kolejne zwycięstwa.
Zdaniem brytyjskiego polityka i dyplomaty Edgara D’Abernon bitwa warszawska była jedną z osiemnastu przełomowych bitew w historii świata. Przywódca bolszewików Włodzimierz Lenin nazwał ją „ogromną porażką” swoich sił. Strategiczna porażka Armii Czerwonej w wojnie polsko-bolszewickiej została przypieczętowana w zwycięskiej dla Wojska Polskiego bitwie nad Niemnem (20–28 września 1920), która ostatecznie przekreśliła plany wznowienia ofensywy Armii Czerwonej na Polskę.

## Nazwa
W polskiej historiografii najbardziej utrwaloną nazwą bitwy jest bitwa warszawska lub, zgodnie z zasadami ortografii, Bitwa Warszawska.
Istnieje również popularne określenie Cud nad Wisłą. Twórcą tego sformułowania był Stanisław Stroński, który 14 sierpnia 1920 przypomniał podobnie dramatyczne położenie Francji w czasie I wojny światowej we wrześniu 1914, kiedy to nieoczekiwane odrzucenie wojsk niemieckich z przedpola Paryża nazwano cudem nad Marną. Pierwszy raz w debacie publicznej użył go Wincenty Witos i było ono chętnie podnoszone przez politycznych przeciwników Piłsudskiego, kwestionujących zasługi marszałka w przygotowaniu i przeprowadzeniu tej operacji. Przy tym wszystkim sformułowanie to nabrało konotacji religijnej, ponieważ Kościół (również nieprzychylny Marszałkowi) bardzo szybko podchwycił określenie bitwy jako cud i postanowił rozstrzygający jej dzień przypadający na 16 sierpnia połączyć z obchodzonym dzień wcześniej, dniem Wniebowzięcia Najświętszej Maryi Panny, Królowej Korony Polskiej.
Zarówno nazwie Bitwa Warszawska, jak i nazwie Cud nad Wisłą sprzeciwia się prof. Lech Wyszczelski, który zamiast nich proponuje określenie bitwa na przedpolach Warszawy. Jak podkreśla, to nie Warszawa była głównym celem wojsk radzieckich, nie spadł na nią żaden pocisk, a działania wojenne prowadzone były na przestrzeni 450 km.

## Sytuacja przed bitwą

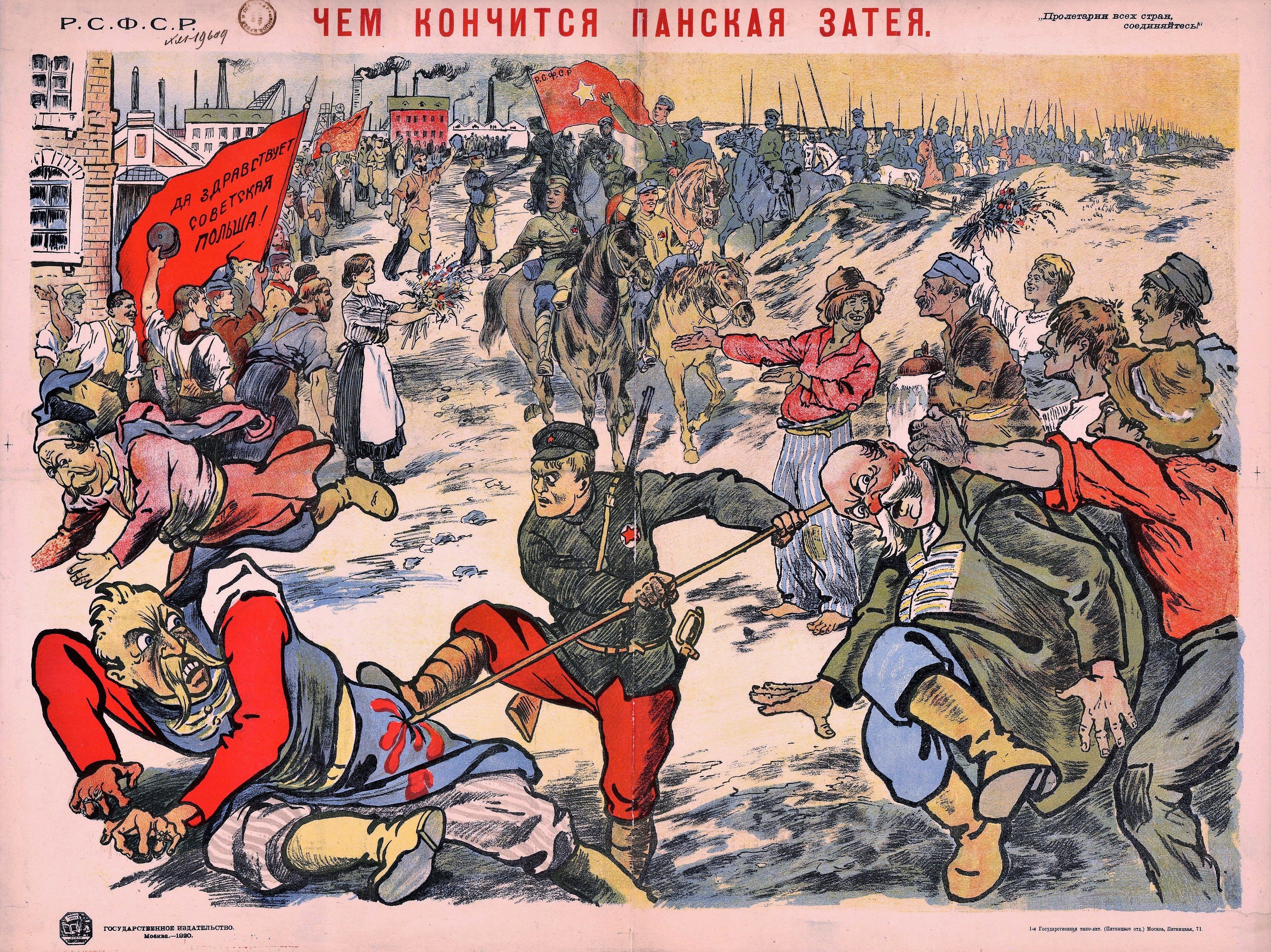
Oto czym kończą się pańskie pomysły – radziecki plakat propagandowy z 1920

### Armia Czerwona
Głównodowodzącym całej Armii Czerwonej był Siergiej Kamieniew, podlegający bezpośrednio komisarzowi wojny i marynarki (narkomwojenmorowi) Lwowi Trockiemu będącemu jednocześnie (podobnie jak Stalin) członkiem pięcioosobowego wówczas Biura Politycznego (politbiura) w składzie: Lenin, Trocki, Stalin, Zinowiew, Kamieniew jako pełni członkowie, Piatakow i Bucharin jako zastępcy członków.
Armia Czerwona nacierała siłami zgrupowanymi w dwa związki operacyjne:
Uczestniczący w bitwie warszawskiej Front Zachodni Michaiła Tuchaczewskiego z komisarzem politycznym Ivarem Smilgą:
- 3 Korpus Kawalerii Gaja-Chana (Gajka Bżyszkjana-Gaja),
- 4 Armia Jewgienija Siergiejewa (od 1 sierpnia Aleksandr Szuwajew),
- 15 Armia Augusta Korka,
- 3 Armia Władimira Łazariewicza,
- 16 Armia Nikołaja Sołłohuba,
- Grupa Mozyrska Tichona Chwiesina.

Niebiorący udziału w bitwie warszawskiej Front Południowo-Zachodni Aleksandra Jegorowa z komisarzem politycznym Józefem Stalinem:
- 14 Armia Mołkoczanowa,
- 1 Armia Konna Siemiona Budionnego z komisarzem politycznym Klimentem Woroszyłowem,
- 12 Armia Woskanowa.

Wojska obu frontów początkowo oddzielone były olbrzymim kompleksem bagien poleskich i współdziałały ze sobą nader luźno. W miarę ich postępu luka operacyjna w centrum ugrupowania, wypełniona tylko słabymi formacjami, poszerzała się jeszcze bardziej.
Następowało to wbrew dyspozycjom Naczelnego Dowództwa Armii Czerwonej z 3 i 11 sierpnia, nakazującym przesunięcie znacznych sił Frontu Południowo-Zachodniego (Armii Konnej Budionnego i 12 Armii Woskanowa) z małopolskiego i wołyńskiego obszaru działań wojennych na kierunek warszawski.
Prawe skrzydło wojsk Tuchaczewskiego (4 Armia Siergiejewa (Szuwajewa) i Korpus Gaja) otrzymało zadanie opanowania obszaru Grudziądza i Torunia oraz forsowania Wisły na odcinku od Dobrzynia po Włocławek. Polecenie forsowania Wisły (między Płockiem a Wyszogrodem) otrzymała również 15 Armia Korka.
Centrum sił Tuchaczewskiego skierowane zostało na Modlin (3 Armia Łazariewicza) i na Warszawę (16 Armia Sołłohuba).
Osłonę lewego skrzydła 16 Armii powierzono grupie mozyrskiej Tymoteusza Chwiesina, zbliżającej się od Włodawy nad Wisłę na północ od Dęblina.
Główne siły Frontu Południowo-Zachodniego znajdowały się natomiast nad rzeką Strypą (14 Armia Mołkoczanowa) oraz pod Brodami (Armia Konna Budionnego) i parły na Lwów, a 12 Armia Woskanowa forsowała Bug na południe od Włodawy.
Większość sił Frontu Zachodniego posuwała się zatem w kierunku północno-zachodnim – na północ od Warszawy, a gros sił Frontu Południowo-Zachodniego w kierunku południowo-zachodnim – na Lwów.
Łącznie w samej bitwie warszawskiej uczestniczyło ok. 104–114 tys. żołnierzy, 600 dział i ponad 2450 karabinów maszynowych.

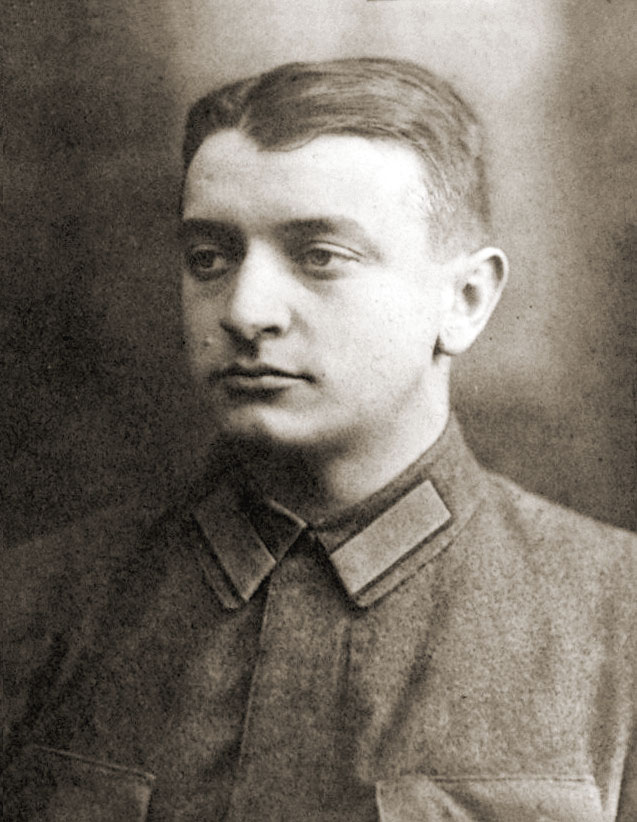
Michaił Tuchaczewski
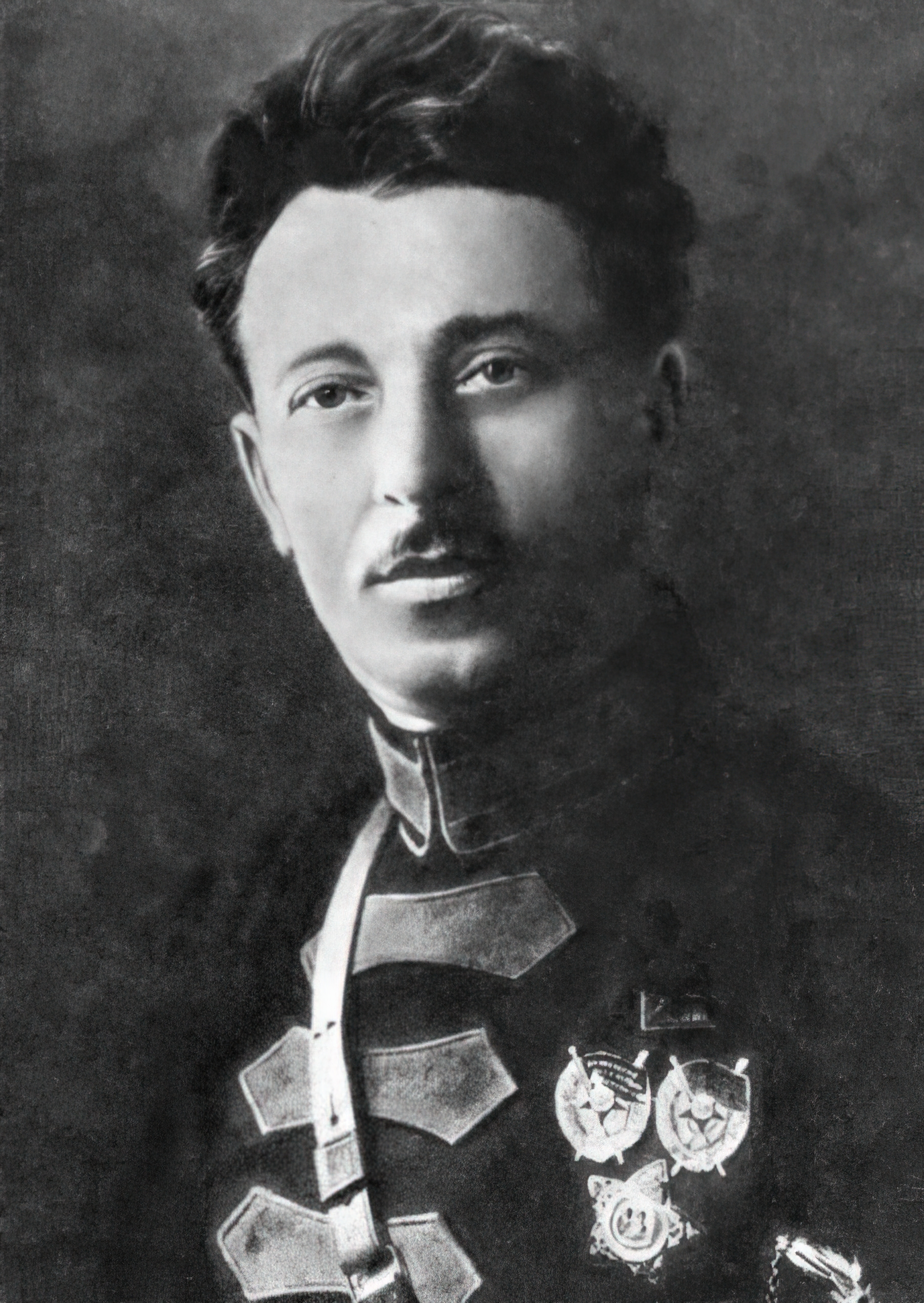
Gaj Dimitriewicz Gaj

### Wojsko Polskie

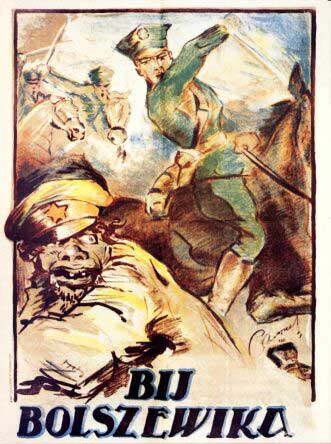
Polski plakat propagandowy z 1920

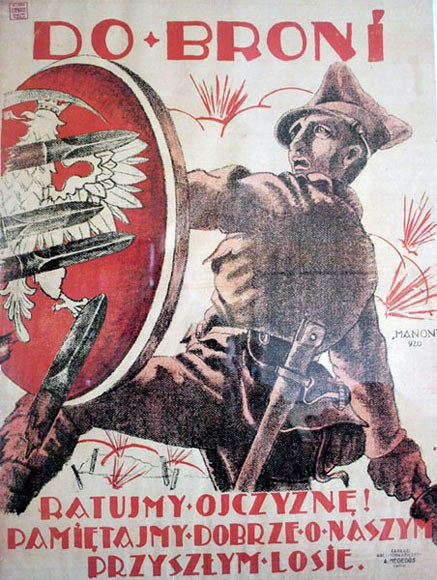
Polski plakat rekrutacyjny z 1920

Pierwszym krokiem do wzmocnienia siły obronnej kraju było powołanie 3 lipca 1920 Rady Obrony Państwa. „Decyzja w sprawach, w których chodzi o byt i życie narodów, musi być tak samo szybka i piorunująca, jak decyzja tych, którzy śmierć niosą, obrońców kraju”. Na apel Rady zaczęły napływać liczne rzesze ochotników, wnosząc oprócz „siły liczebnej”, siłę moralną wynikającą z obowiązku obrony Ojczyzny. Liczba ochotników wynosiła około 80 tys. żołnierzy. Początkowo zamierzano sformować armię ochotniczą, ale Piłsudski zdecydował o tworzeniu batalionów i tylko jednej dywizji ochotniczej. Na apel odpowiedziały również kobiety polskie, tworząc Legię Kobiet, działającą głównie w służbach pomocniczych. Stworzono także grupę operacyjną kawalerii, a z Syberii przybyły resztki 5 Dywizji Syberyjskiej. W lipcu powołano do służby roczniki od 1890 do 1894 i w przełomowych momentach sierpnia 1920, pomimo ogromnych strat, liczebność wojska przekroczyła 900 tys. żołnierzy.
Armiom radzieckim Naczelne Dowództwo Wojska Polskiego przeciwstawiło siły zgrupowane w sześciu armiach i formacje dozorujące Wisłę od Torunia do Wyszogrodu (20 Dywizja Piechoty – dawna 2 Dywizja Litewsko-Białoruska) oraz bataliony zapasowe i ochotnicze.
Naczelnym Wodzem Polskich Sił Zbrojnych był Józef Piłsudski, a szefem Sztabu Generalnego Wojska Polskiego – Tadeusz Rozwadowski. Siły polskie zostały przez nich podzielone na trzy fronty:
Front Północny generała Józefa Hallera:
- 5 Armia generała Władysława Sikorskiego broniąca odcinka na północ od Warszawy na rubieży rzeki Wkry,
- 1 Armia generała Franciszka Latinika broniąca przedmościa Warszawy na odcinku od Zegrza do Karczewa,
- 2 Armia generała Bolesława Roi broniła przepraw na Wiśle po stronie zachodniej na odcinku od Karczewa do Dęblina.

Front Środkowy generała Edwarda Śmigłego-Rydza:
- 4 Armia generała Leonarda Skierskiego skoncentrowała się w rejonie Dęblin – Kock,
- 3 Armia generała Zygmunta Zielińskiego rozwinięta została od Kocka w kierunku wschodnim do Brodów.

Front Południowy generała Wacława Iwaszkiewicza (obsadził odcinek od Brodów do granicy rumuńskiej, nie brał udziału w bitwie warszawskiej):
- 6 Armia generała Władysława Jędrzejewskiego,
- Armia Ukraińskiej Republiki Ludowej generała Mychajła Omelianowicza-Pawlenki.

Strona polska posiadała do dyspozycji 29 dywizji piechoty, w tym jedną ochotniczą i jedną ukraińską, oraz trzy dywizje kawalerii.
W ostatnich dniach działań odwrotowych w toku walk obronnych na przedpolach Warszawy utworzone zostały w rejonie rzeki Wieprz dwie grupy uderzeniowe podporządkowane osobiście marsz. Józefowi Piłsudskiemu.
W ich skład weszły trzy dywizje z 4 Armii:
- 14 Dywizja Piechoty generała Daniela Konarzewskiego,
- 16 Dywizja Piechoty pułkownika Kazimierza Ładosia,
- 21 Dywizja Piechoty Górskiej generała Andrzeja Galicy,

oraz dwie dywizje z 3 Armii:
- 1 Dywizja Piechoty Legionów pułkownika Stefana Dąb-Biernackiego,
- 3 Dywizja Piechoty Legionów generała Leona Berbeckiego,

i brygada jazdy pułkownika Feliksa Jaworskiego.
Pierwsza grupa uderzeniowa ześrodkowała się w rejonie Dęblina. Przy tej grupie (przy 14 Dywizji generała Daniela Konarzewskiego) umieścił swoje stanowisko dowodzenia sam marszałek Piłsudski. Obok, przy 16 Dywizji, generał Skierski. Generał Edward Śmigły-Rydz stanął przy 1 Dywizji Piechoty Legionów. Dowódcy najwyższego szczebla znaleźli się przy dywizjach przede wszystkim po to, by w ten sposób podnieść morale wojska, ugruntować wiarę w powodzenie operacji.
Wojsko Polskie uczestniczące w bitwie warszawskiej liczyło 113–123 tys. żołnierzy, 500 dział i ponad 1780 karabinów maszynowych, 2 eskadry samolotów, kilkadziesiąt czołgów i samochodów pancernych i kilka pociągów pancernych.
Przez cały okres bitwy działało również Wojskowe Gubernatorstwo Warszawy, powołane 29 lipca 1920 roku przez ministra spraw wojskowych w celu zaprowadzenia porządku i bezpieczeństwa publicznego oraz organizacji obrony w oblężonym mieście. Gubernator łączył obowiązki dowódcy wojskowego i zwierzchnika administracji cywilnej. Na Wojskowego Gubernatora Warszawy został powołany generał Franciszek Latinik .

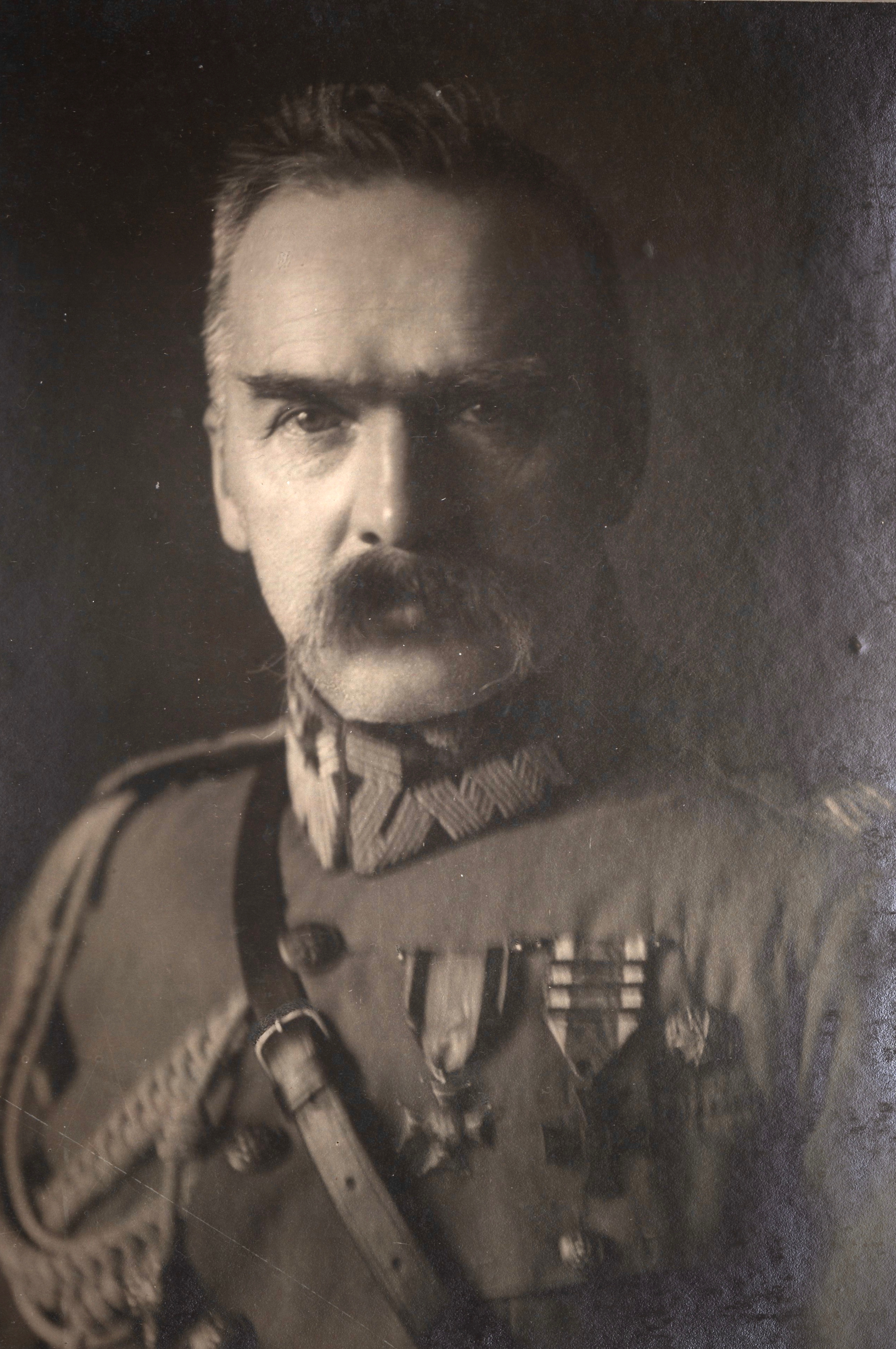
Józef Piłsudski
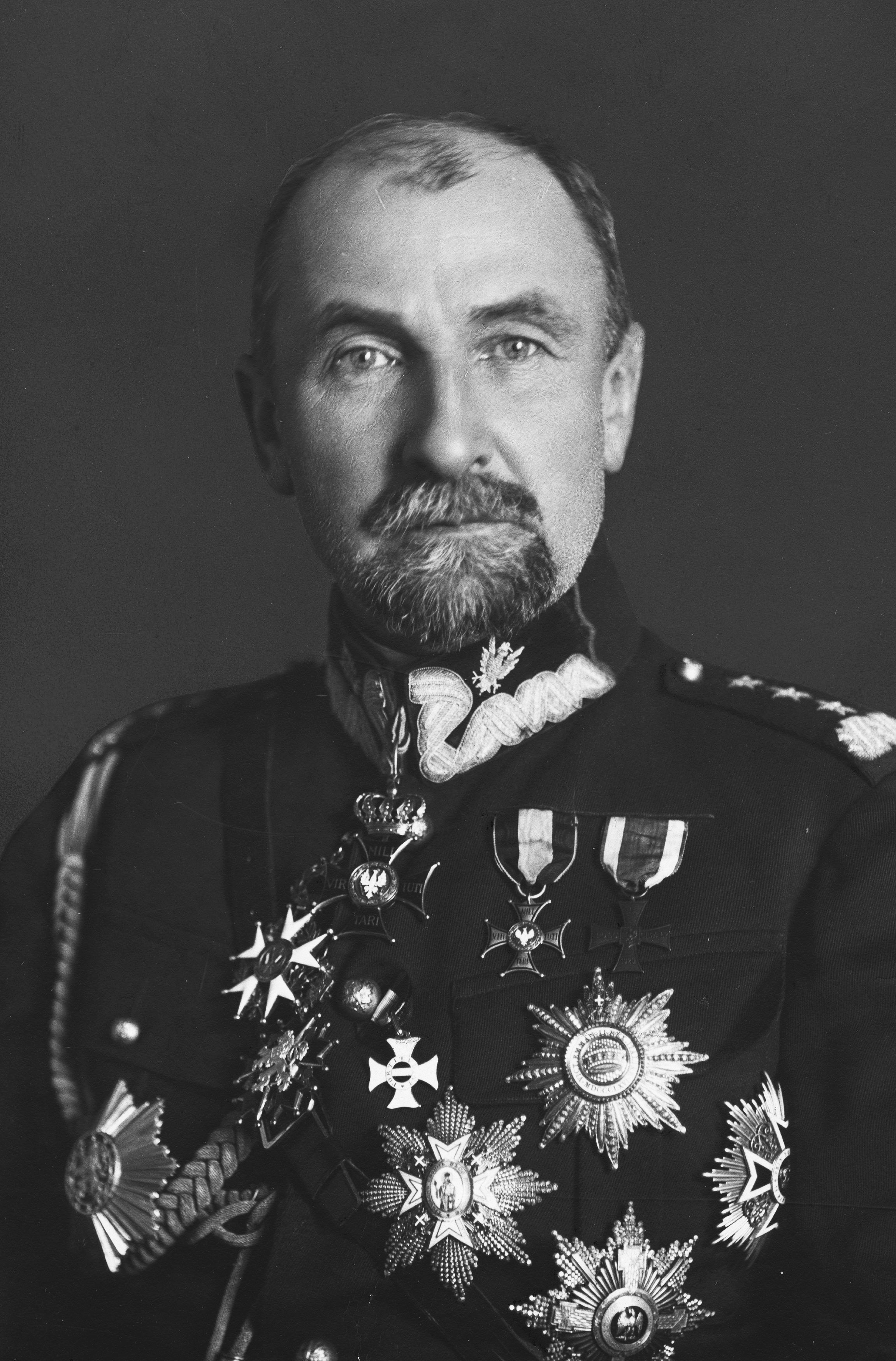
Tadeusz Rozwadowski
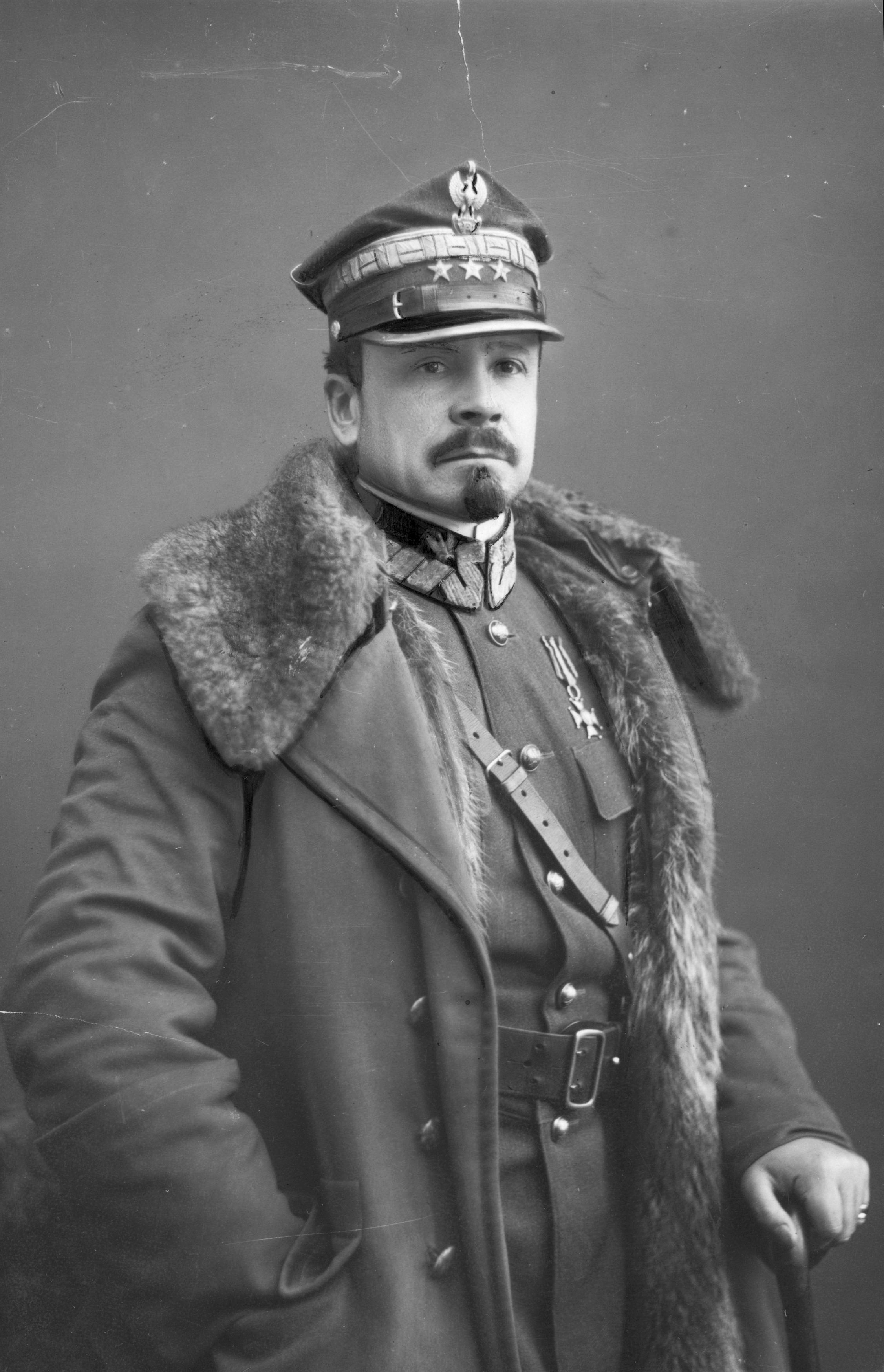
Józef Haller
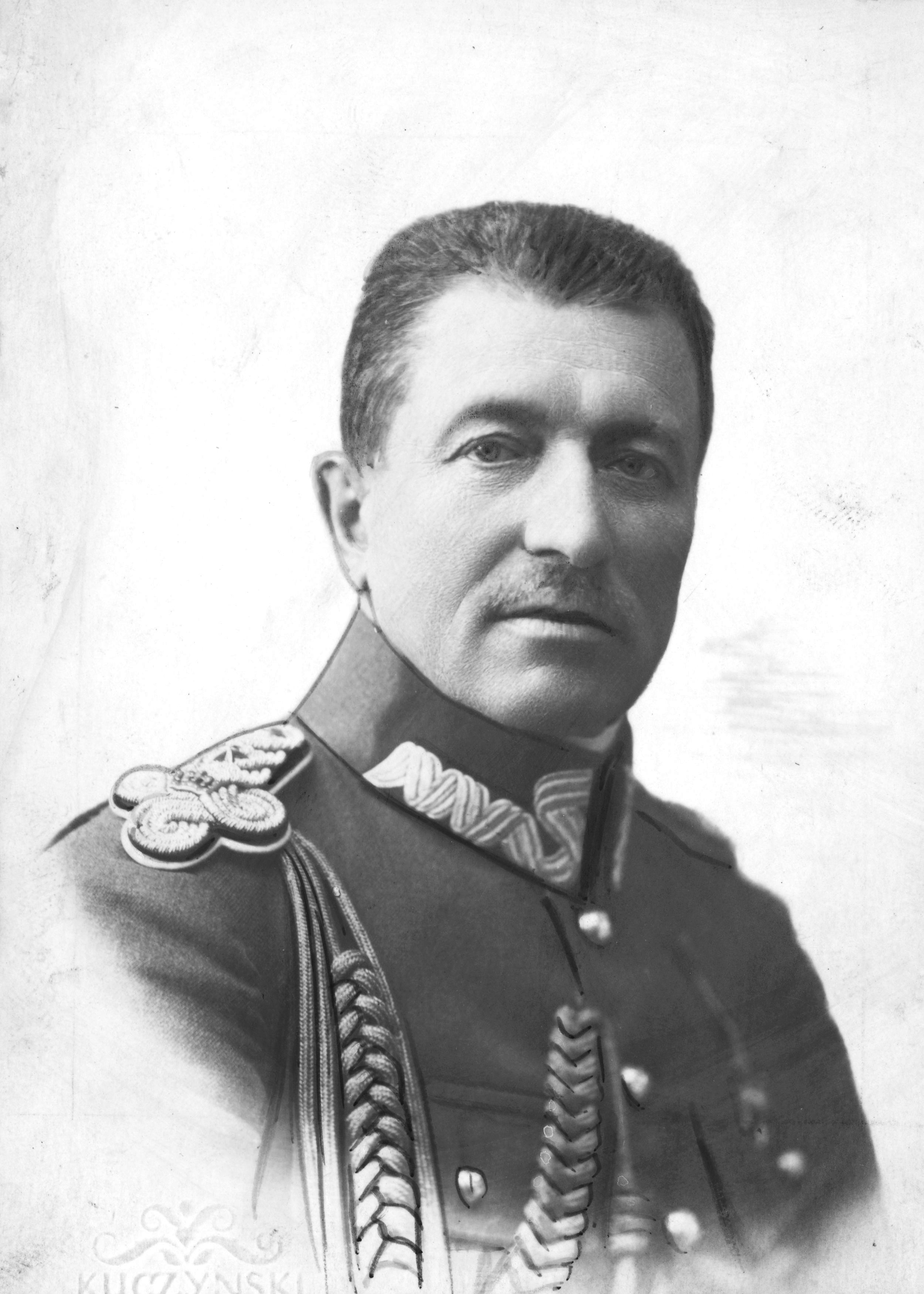
Franciszek Latinik
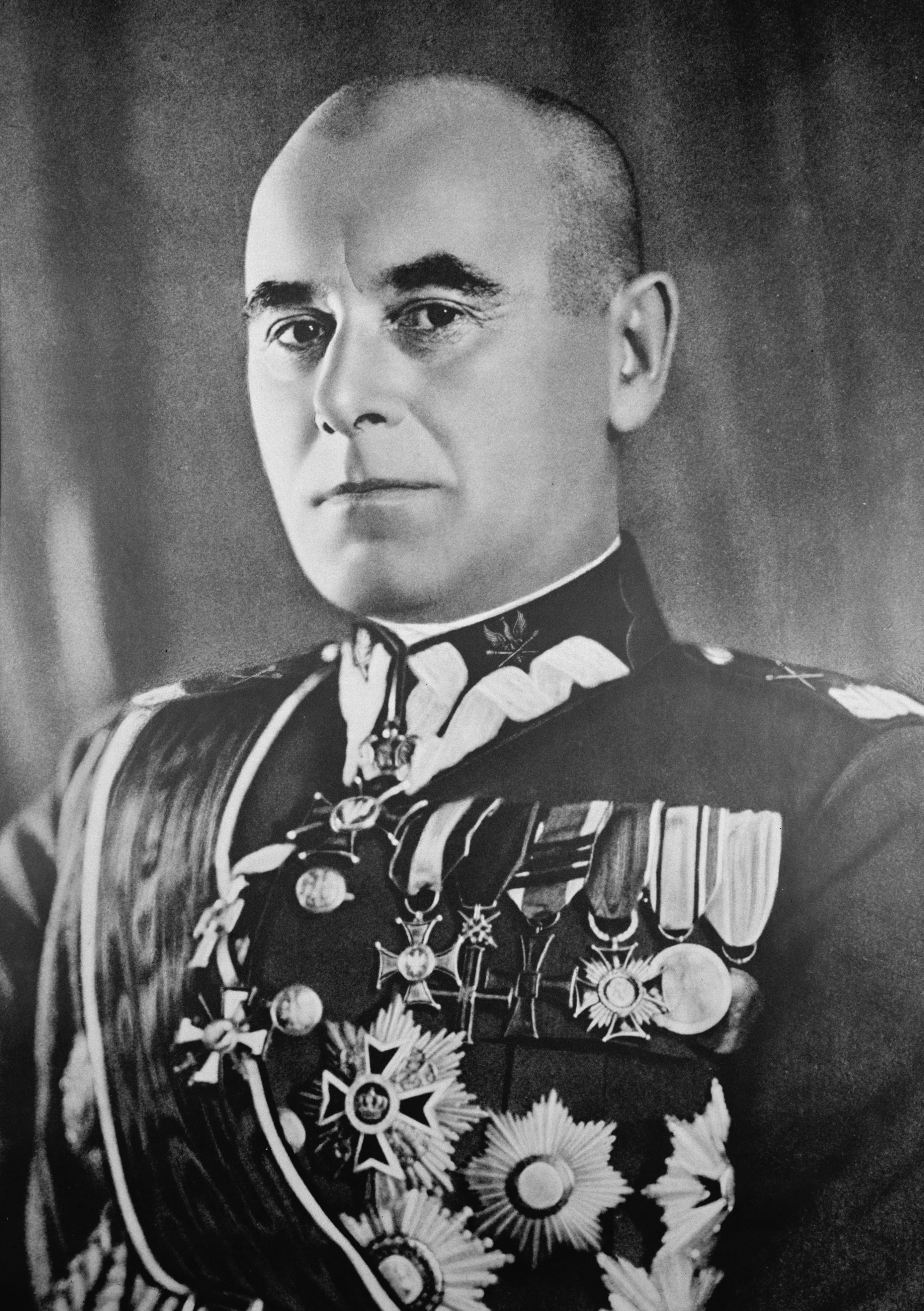
Edward Śmigły-Rydz
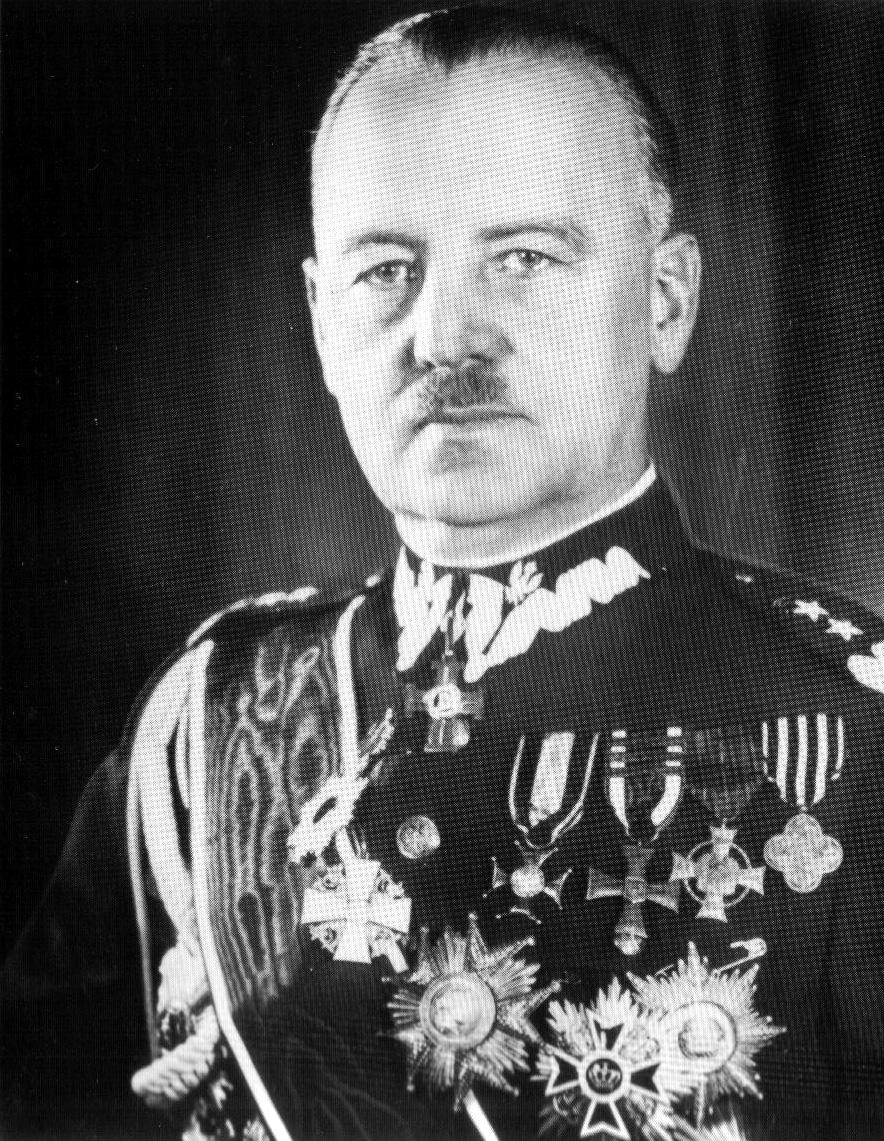
Władysław Sikorski

## Planowanie operacji

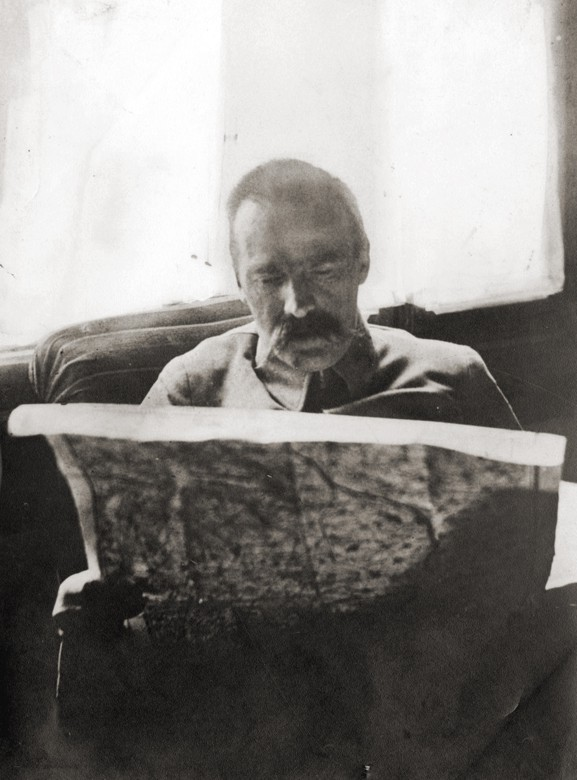
Józef Piłsudski nad mapą w okresie bitwy warszawskiej

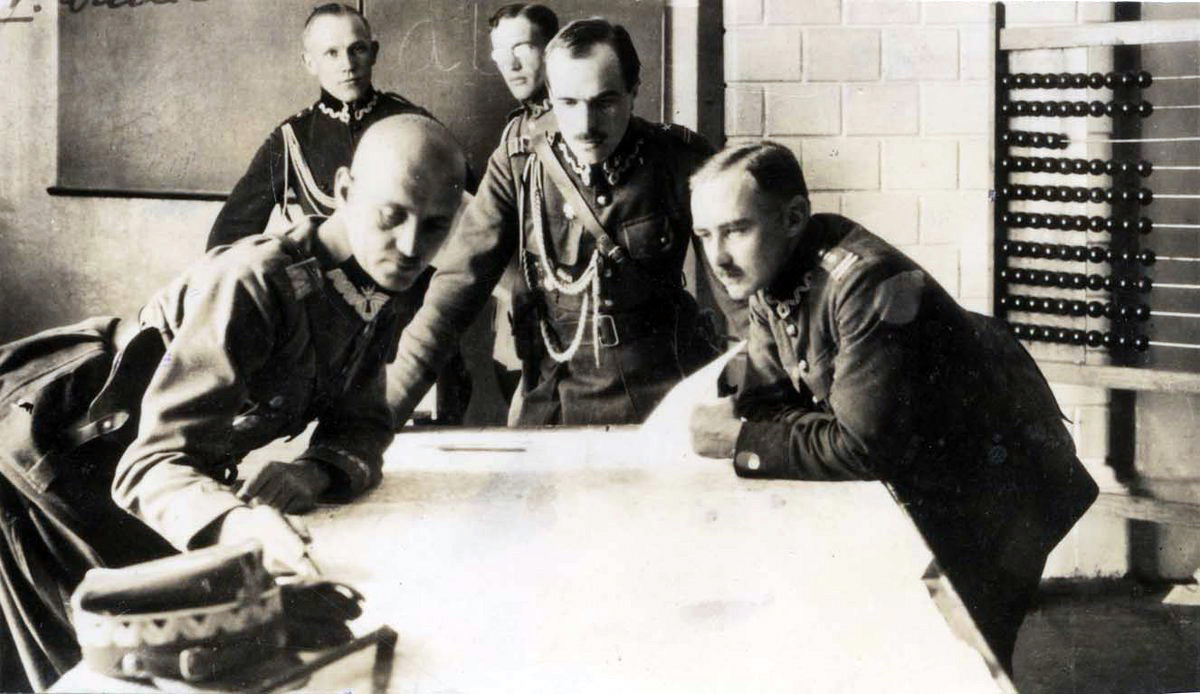
Gen. Władysław Sikorski ze sztabem 5 Armii podczas bitwy warszawskiej

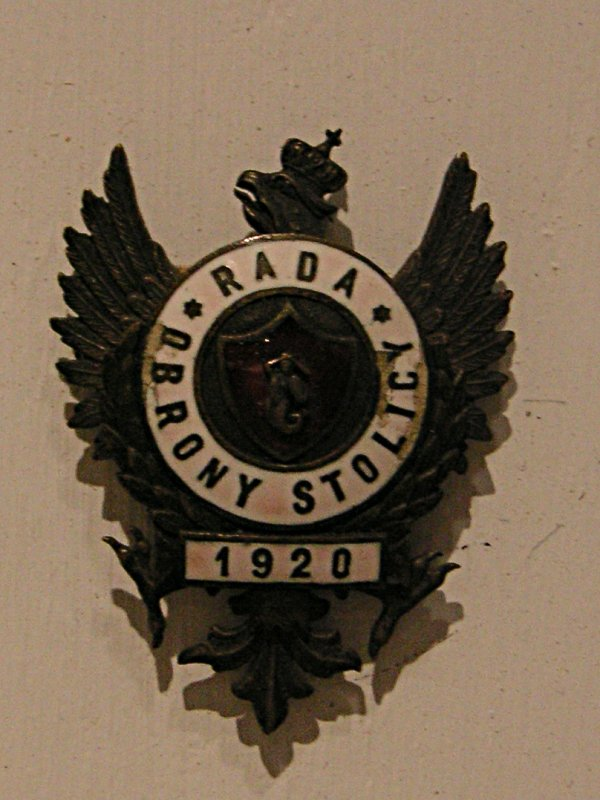
Pamiątkowa odznaka Rady Obrony Stolicy, wydana jej weteranom po bitwie warszawskiej 1920 roku

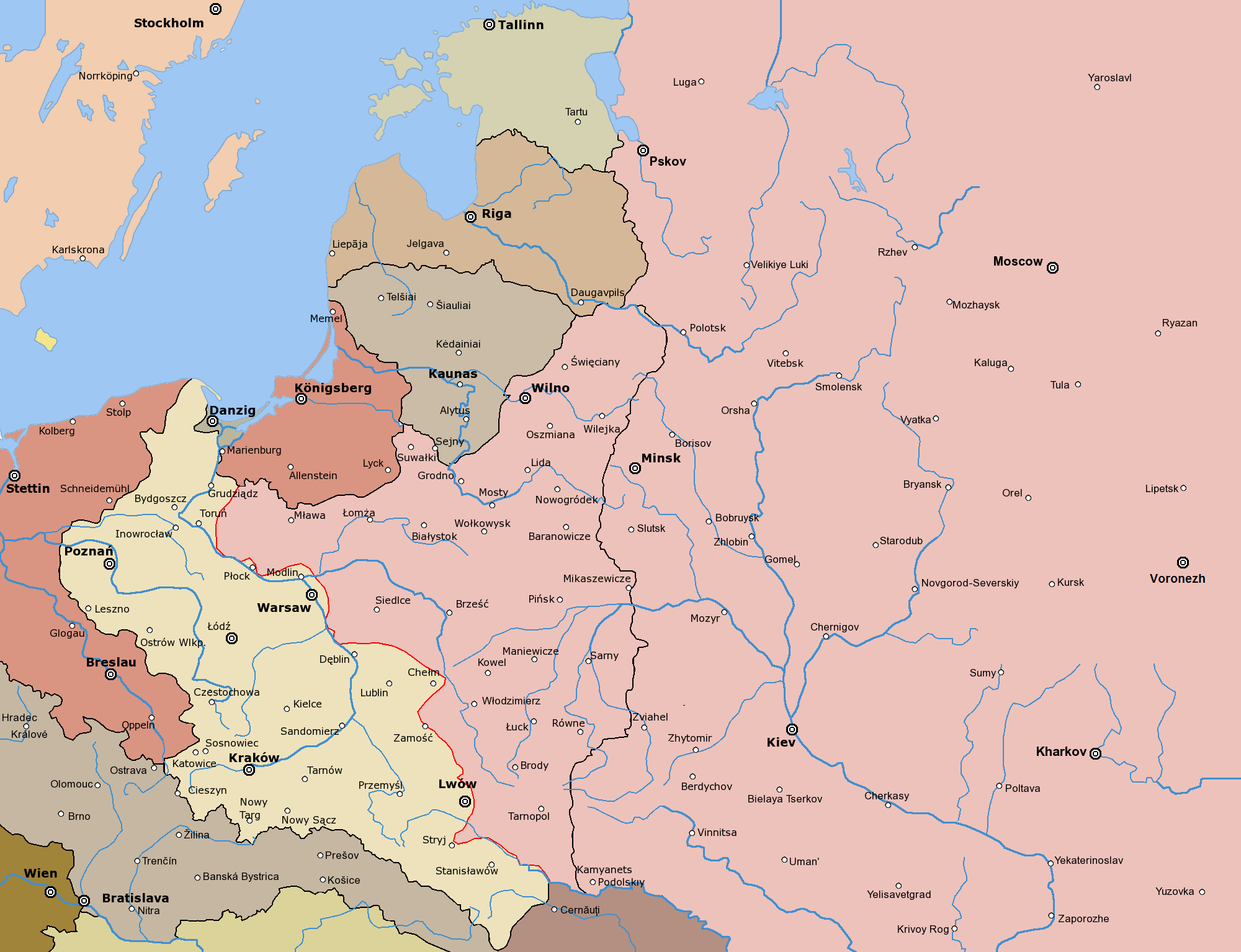
Linia frontu w sierpniu 1920

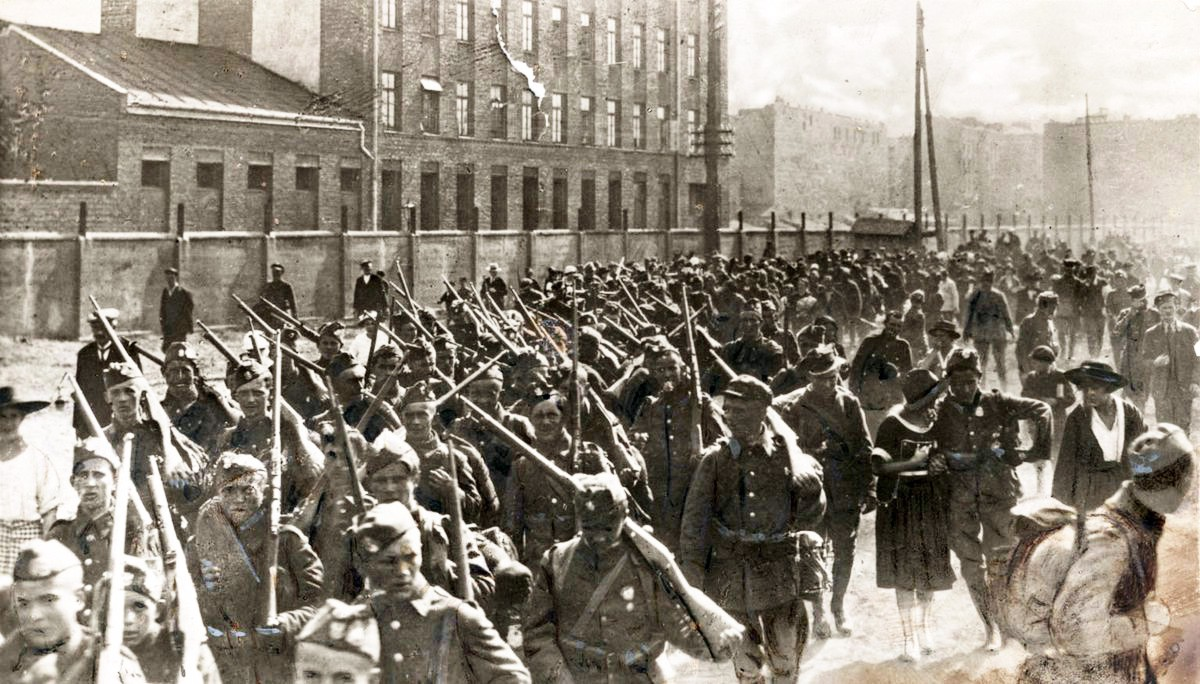
Piechota polska w marszu na front przed bitwą warszawską

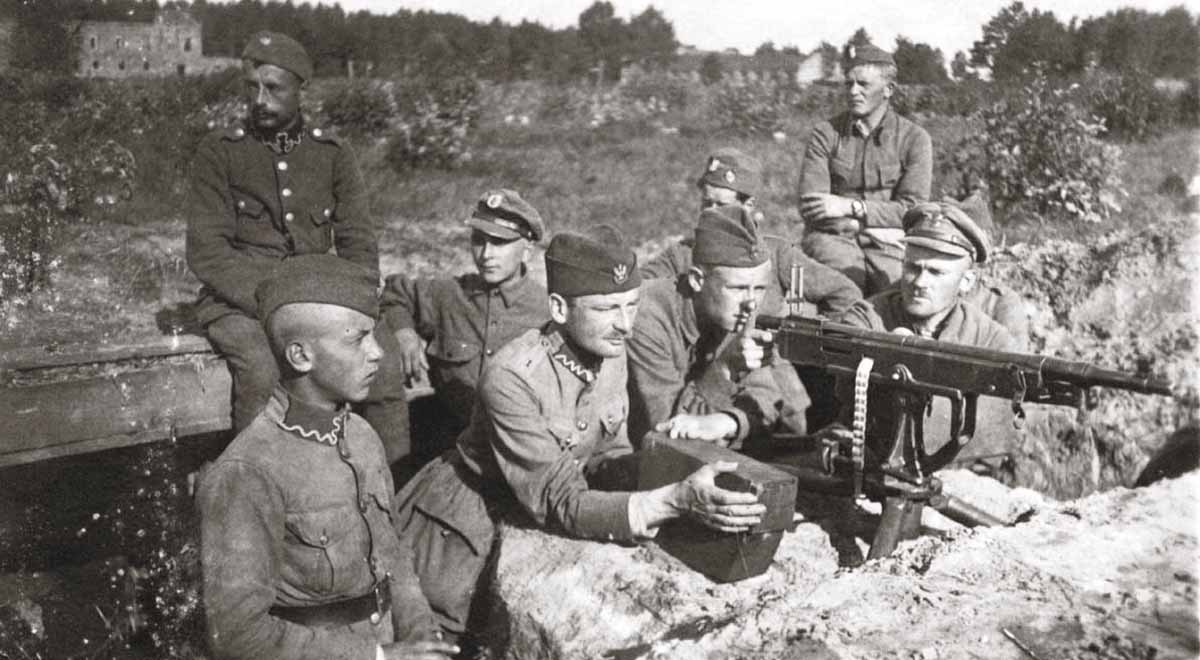
Polskie pozycje pod Miłosną, sierpień 1920

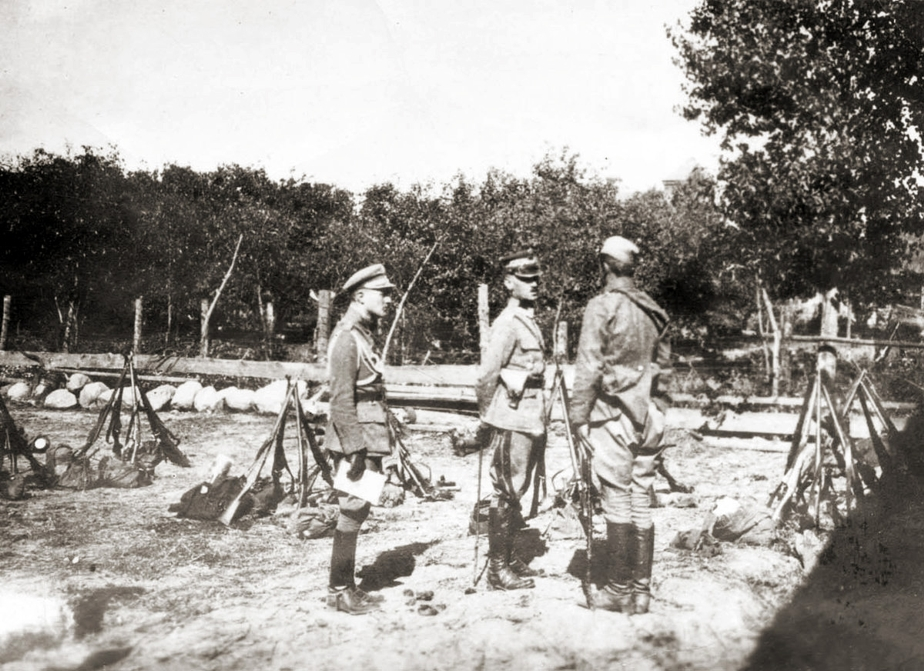
Gen. Władysław Sikorski z żołnierzami 5 Armii nad Wkrą, sierpień 1920

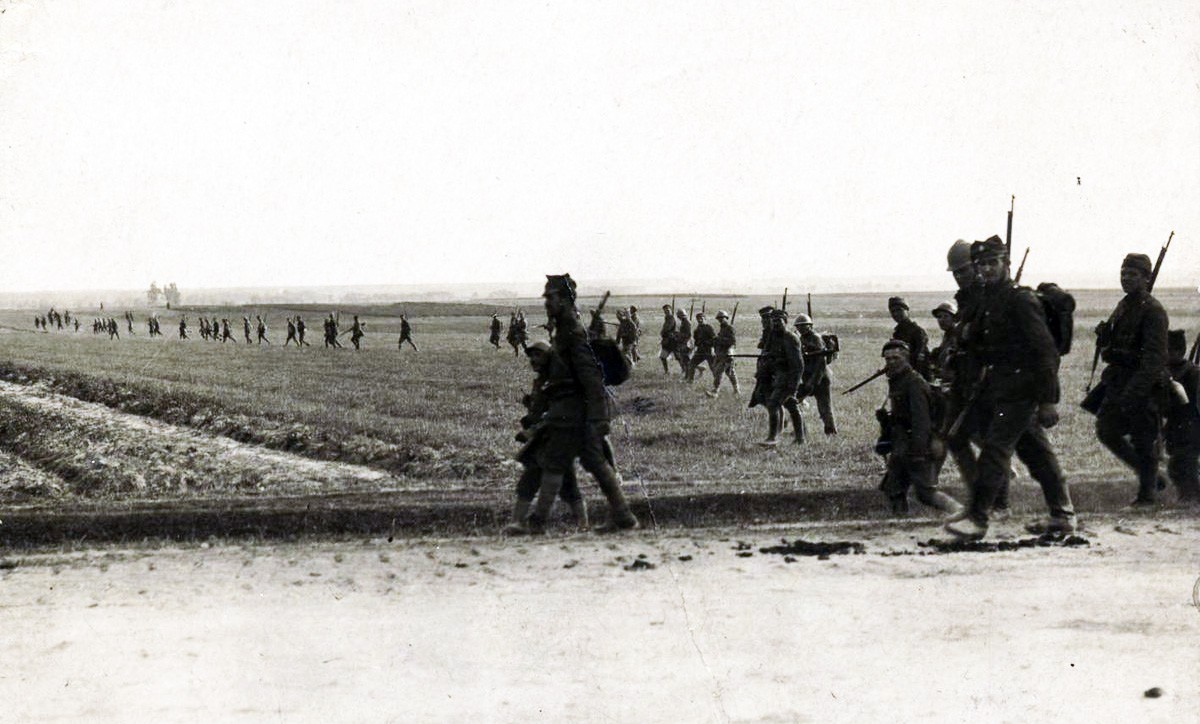
Bitwa warszawska – piechota polska w tyralierze

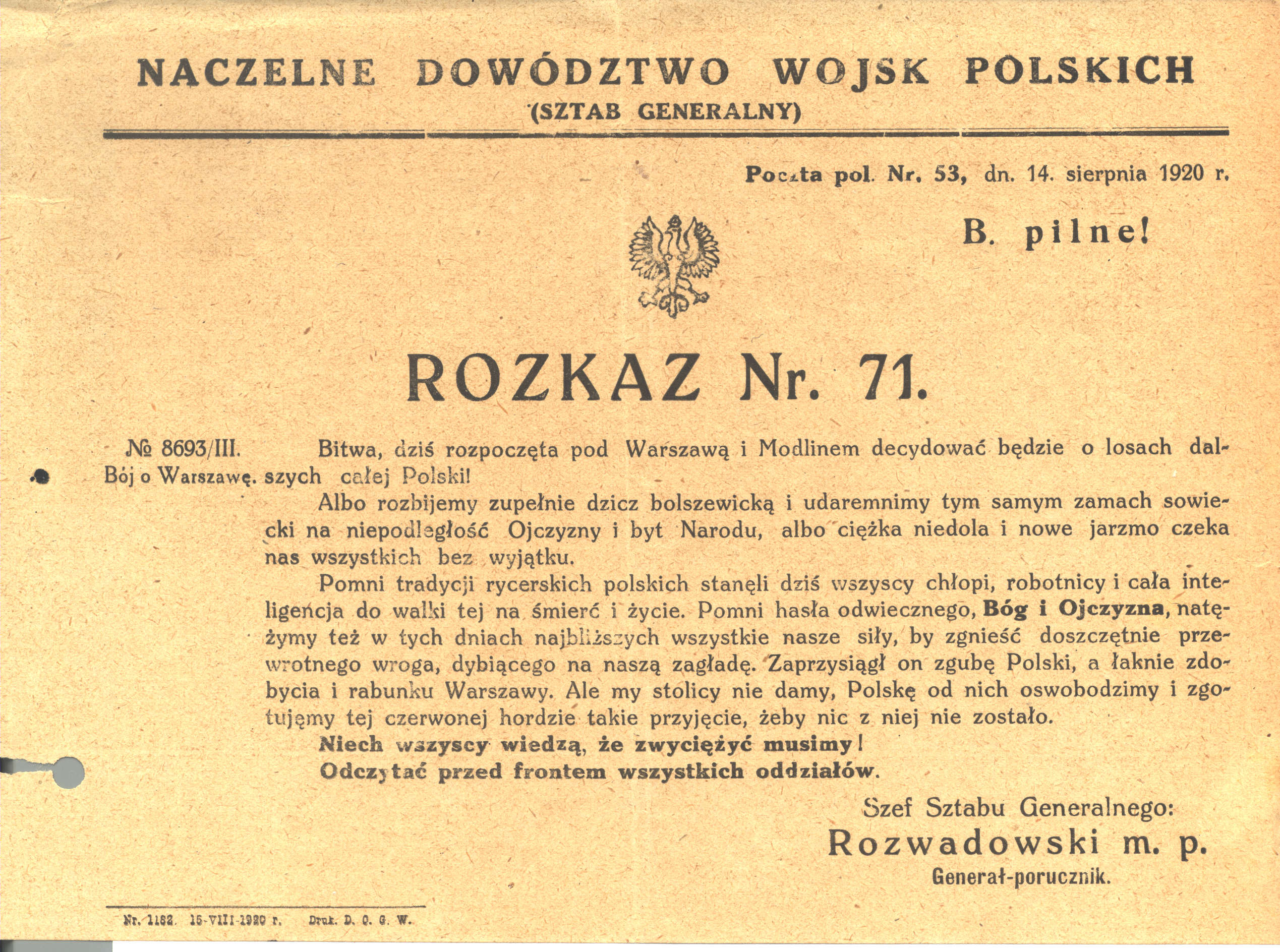
Rozkaz nr 71 gen. Tadeusza Rozwadowskiego z 14 sierpnia 1920 roku odczytany przed frontem wszystkich polskich oddziałów, z archiwum Centralnego Archiwum Wojskowego

W nocy z 5 na 6 sierpnia 1920 roku w Belwederze opracowywano ogólną koncepcję rozegrania bitwy. W rozważaniach powrócono do idei, które od końca lipca nurtowały umysły całego polskiego kierownictwa wojskowego. Zamierzano częścią sił zatrzymać uderzenie Armii Czerwonej przed Warszawą, a na prawym skrzydle odtworzyć odwody operacyjne i uderzyć nimi na południową flankę przeciwnika.
6 sierpnia nad ranem marszałek Piłsudski wybrał ostatecznie rejon koncentracji wojsk do przeciwuderzenia. Z zaproponowanych przez szefa Sztabu Generalnego, Tadeusza Rozwadowskiego okolic Garwolina lub Wieprza, marszałek zdecydował się na to drugie miejsce. Przedstawiciel francuskiej misji wojskowej generał Maxime Weygand preferował bliski Warszawy rejon koncentracji i płytki, mniej ryzykowny manewr oskrzydlający z możliwością pogłębienia obrony na kierunku stolicy. Marszałek zdecydował przesunąć grupę uderzeniową na południe, poza linię rzeki Wieprz i wykonać głęboki manewr nie tylko na skrzydła radzieckiego Frontu Zachodniego, ale także na jego tyły.
6 sierpnia po południu został wydany rozkaz nr 8358/III, który uruchamiał realizację planu operacji. Jest zatytułowany Rozkaz do przegrupowania i wydany przez Naczelne Dowództwo WP (Sztab Generalny) Oddz. III, a podpisany przez Szefa Sztabu Generalnego gen. por. Tadeusza Rozwadowskiego. Oto fragmenty tego rozkazu (pisownia oryginalna):
„Szybkie posuwanie się nieprzyjaciela w głąb kraju, oraz jego poważne próby przedarcia się przez Bug na Warszawę, skłaniają Naczelne Dowództwo do przeniesienia frontu północno-wschodniego na linię Wisły z jednoczesnym przyjęciem wielkiej bitwy pod Warszawą.
I.Jako zasadnicze linie obronne Naczelne Dowództwo wybrało: linię rzeki Orzyc-Narew, z przyczółkami mostowymi Pułtusk, przyczółek Warszawa-Wisła, przyczółek Dęblin-Wieprz i dalej na Seret lub Strypę. Linia ta pozwoli na ustawienie wojsk własnych w schody, dogodne do uderzenia na flanki i komunikację posuwających się grup nieprzyjacielskich.
Charakter terenu, ugrupowanie i cele nieprzyjaciela, oraz własne zadania dzielą ten front na trzy zasadnicze odcinki (fronty):
a) północny od granicy niemieckiej do przyczółka Dęblin włącznie,
b) środkowy od Dęblina włącznie po Brody wyłącznie,
c) południowy od Brodów włącznie do granicy południowej Państwa.
II.Przewodnią ideą operacyjną Naczelnego Dowództwa na najbliższy czas jest:
1. wiązać nieprzyjaciela na południu, przesłaniając Lwów i zagłębie naftowe,
2. na północy nie dopuścić do oskrzydlenia wzdłuż granicy niemieckiej, oraz osłabić nieprzyjaciela przez krwawe odbicie jego oczekiwanych na przyczółkach warszawskich ataków,
3. centrum ma zadanie ofensywne: szybkie zebranie na dolnym Wieprzu armii manewrowej, która by uderzyła następnie na flankę i tyły nieprzyjaciela, atakującego Warszawę, i rozbiła go; grupa wojsk na górnym Wieprzu, zebrana początkowo dla ochrony koncentracji armii manewrowej od wschodu i południowego wschodu, dołączyłaby się następnie do akcji armii manewrowej w kierunku północno-wschodnim. Wtedy też współdziałanie wojsk odcinka północnego jest brane pod uwagę. […]
III.Charakterystyka i zadania odcinków:
1. Północny pod dowództwem gen. broni Hallera najbardziej zagrożony ze względu na dążenie nieprzyjaciela do opanowania stolicy, bądź w uderzeniu czołowym, bądź przez ruch okrążający od północy, nie są też wykluczone próby sforsowania Wisły na południe od Warszawy. […]
2. Środkowy pod dowództwem gen. por. Rydza-Śmigłego ma być tą grupą manewrową, która, wykorzystawszy zmęczenie nieprzyjaciela wskutek ataków na przyczółek warszawski oraz skrzydłowe ugrupowanie, energicznym uderzeniem zada klęskę siłom głównym. […]
3. Południowy pod dowództwem gen. broni Dowbor-Muśnickiego ma za zadanie przesłonięcie wschodniej Małopolski w kierunku Hrubieszów – Rawa Ruska. […]
IV.Ogólne wytyczne.
1. Od nieprzyjaciela odłączać się na noc, w pierwszą noc wykonać od razu bardzo duży przemarsz, zostawiając tylko słabe ariergardy kawaleryjskie, lub piechotę na wózkach z karabinami maszynowymi […]
2. Tabory i zakłady od razu zacząć ewakuować, licząc się z tym, że ilość przepraw na Wiśle i Wieprzu jest ograniczona […]
6. Na Wiśle istnieją następujące przeprawy:
Mosty żelazne Modlin – Warszawa (adaptowane do ruchu kolejowego), Dęblin – Sandomierz,
most kołowy Warszawa – Dęblin,
most drewniany Puławy – Annopol,
most pontonowy ciężki Modlin;
w budowie:Warszawa most pontonowy lekki, będzie gotowy 12 sierpnia, Góra Kalwaria – most na berlinkach będzie gotowy 15 sierpnia;
promy parowe – Jabłonna i Góra Kalwaria będą czynne od 8 sierpnia. […]
V.Wykonanie:
a) Odwrót armii frontu północno-wschodniego rozpocznie się 7 sierpnia na noc. […]”
Mówiąc skrótowo, planowany manewr polegał na nagłym oderwaniu się wojsk polskich od wojsk radzieckich i dokonaniu w głębokiej tajemnicy przegrupowania polskich dywizji w taki sposób, by w oparciu o obronę na Wiśle, Narwi i Orzycu oraz przyczółku mostowym Modlin – Warszawa podjąć obronę stolicy, a zza Wieprza poprowadzić armią manewrową decydujące kontrnatarcie. Przeciwnatarcie to miało być wykonane pod osłoną wojsk stojących nad Bugiem i na południu.
W nocy z 8 na 9 sierpnia gen. Tadeusz Rozwadowski opracował rozkaz operacyjny specjalny nr 10 000, będący ostateczną modyfikacją planu bitwy warszawskiej. Zakładał on dodatkowe wzmocnienie Frontu Północnego i nakładał na 5 Armię gen. Sikorskiego poza zadaniami defensywnymi, również zadania ofensywne. Rozkaz kończył się słowami: nogami i męstwem piechura polskiego musimy wygrać tę bitwę.
12 sierpnia Józef Piłsudski opuścił Warszawę i udał się do Kwatery Głównej w Puławach. Przed wyjazdem złożył na ręce premiera Witosa dymisję z funkcji Naczelnika Państwa i Naczelnego Wodza. W liście do premiera zaznaczał, że jego zdaniem, skoro rozmowy pokojowe z bolszewikami nic nie dały, Polska musi liczyć na pomoc krajów Ententy, a te uzależniają ją od odejścia Marszałka. Witos jednak dymisji nie przyjął.
W pierwszych dniach sierpnia z Warszawy do Poznania wyjechał personel placówek dyplomatycznych, ewakuowano także ich archiwa. Szefowie misji dyplomatycznych opuścili miasto 14 sierpnia. W Warszawie pozostali jedynie nuncjusz Achilles Ratti (późniejszy papież Pius XI) oraz poseł Włoch.

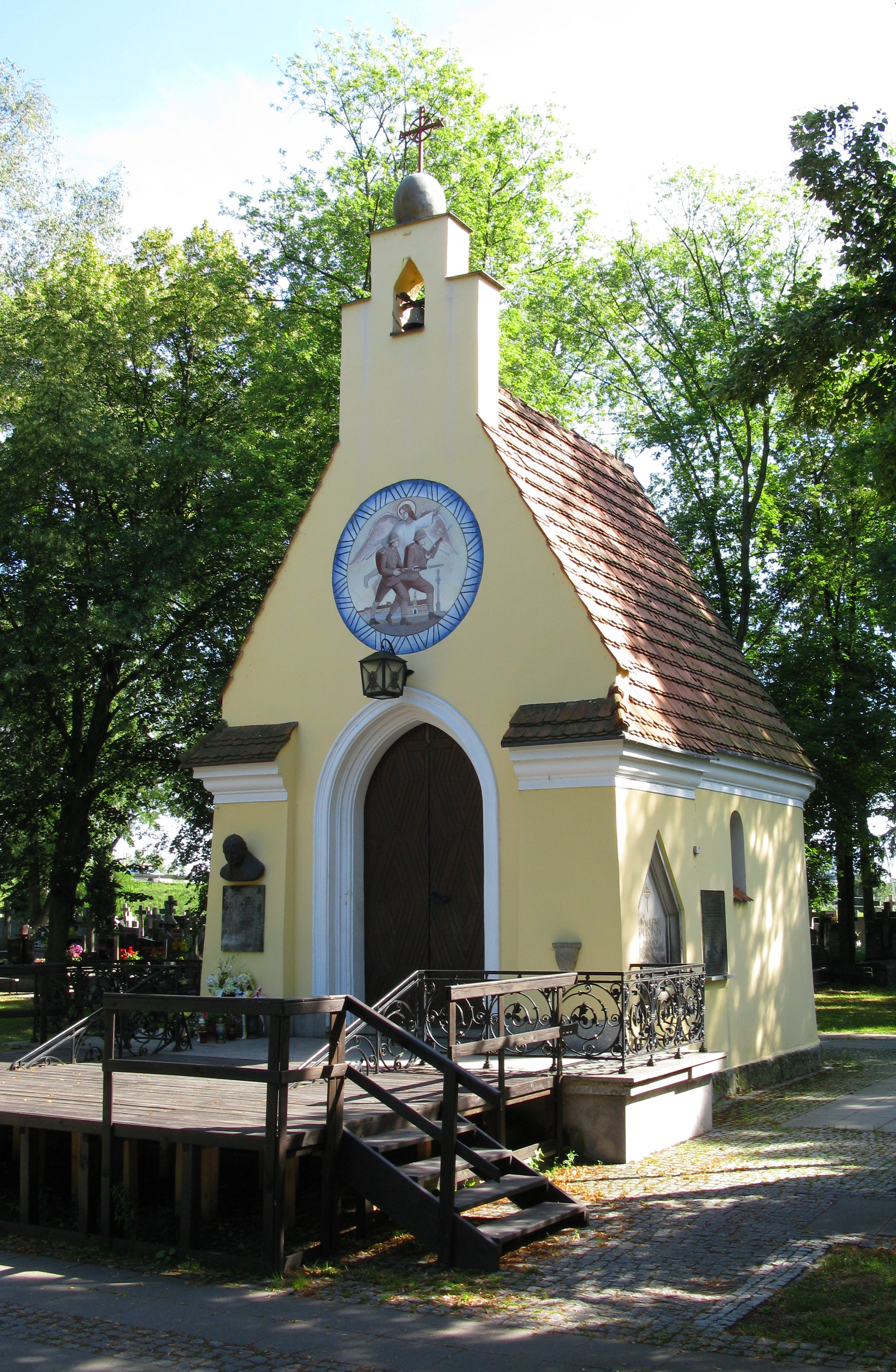
Kaplica cmentarna-pomnik upamiętniający bitwę pod Radzyminem 1920 roku, na szczycie kaplicy fresk przedstawiający żołnierzy polskich broniących Warszawy

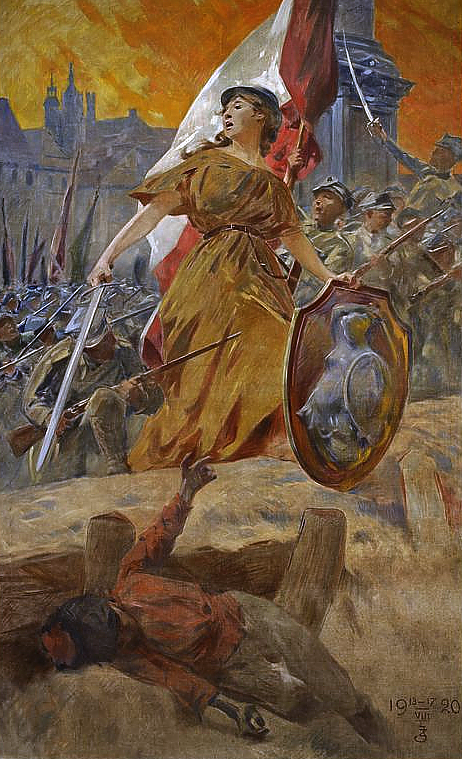
Alegoria zwycięstwa w 1920 roku; Warszawo naprzód, obraz Zdzisława Jasińskiego

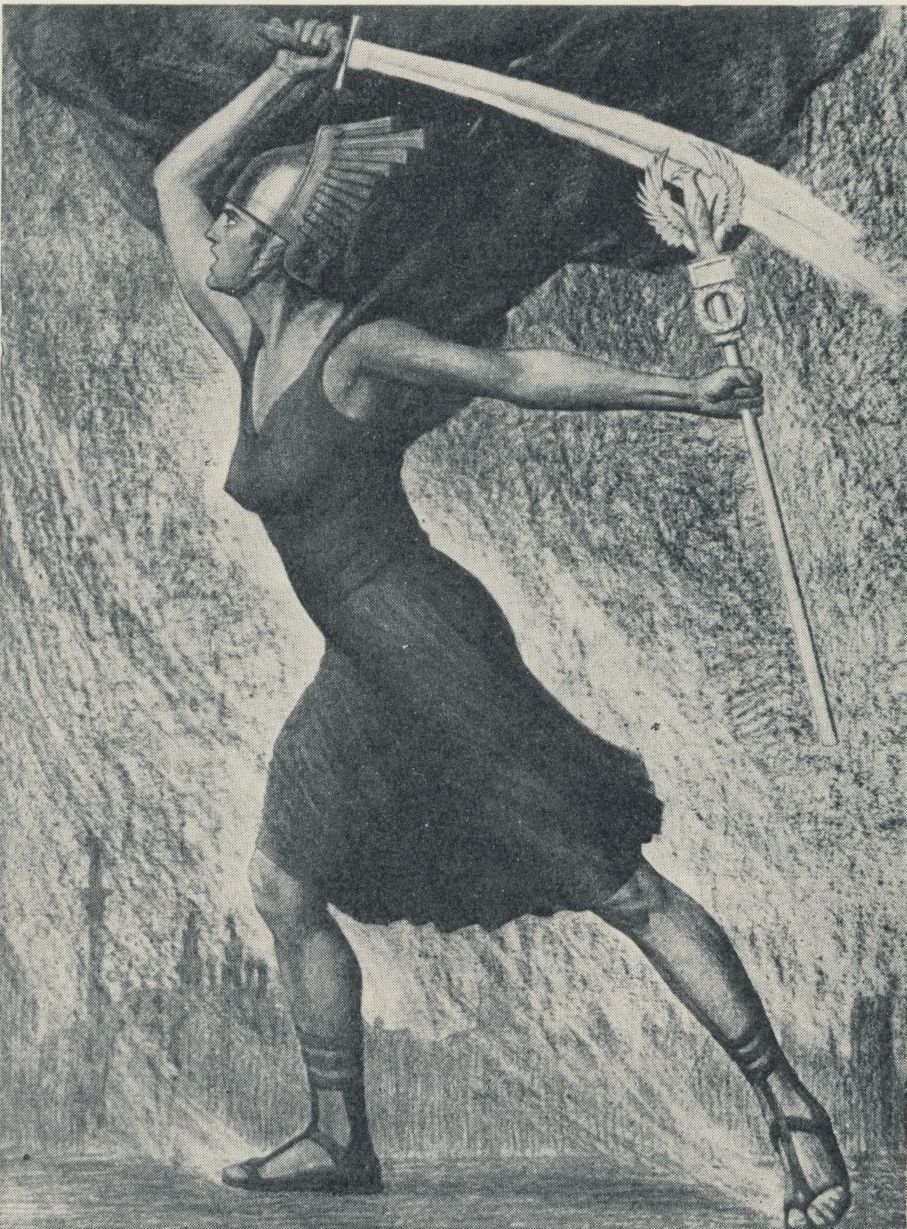
Rok 1920 – Rysunek kredą, Henryka Grombeckiego wykonany w 1920 roku w Warszawie

## Przebieg bitwy

### Bój na przedmościu warszawskim
13 sierpnia, w pierwszym dniu bitwy, nastąpiło gwałtowne natarcie dwóch radzieckich związków taktycznych, jednej dywizji z 3 Armii Łazarewicza i jednej z 16 Armii Sołłohuba. Nacierały one na Warszawę z kierunku północno-wschodniego.
Dwie dywizje Armii Czerwonej, które w ostatnim czasie pokonały marszem przeszło 600 kilometrów, uderzyły pod Radzyminem, przełamały obronę 11 Dywizji pułkownika Bolesława Jaźwińskiego i zdobyły Radzymin. Następnie jedna z nich ruszyła na Pragę, a druga skręciła w prawo – na Nieporęt i Jabłonnę. Rozpoczęła się dramatyczna walka pod Radzyminem, która w polskiej legendzie mylnie uznawana jest niekiedy za „bitwę warszawską”.
Niepowodzenie to skłoniło dowódcę polskiego Frontu Północnego do wydania dyspozycji wcześniejszego rozpoczęcia działań zaczepnych przez 5 Armię generała Sikorskiego z obszaru Modlina, by tym samym odciążyć 1 Armię generała Latinika, osłaniającą Warszawę.
W dniu następnym, to jest 14 sierpnia, zacięte walki wywiązały się już wzdłuż wschodnich i południowo-wschodnich umocnień przedmościa warszawskiego – na odcinku od Wiązowny po rejon Radzymina. Siły polskie stawiały wszędzie twardy opór i nacierające wojska radzieckie nie uzyskały poważniejszych sukcesów. Bardziej stabilna sytuacja w rejonie przedmościa warszawskiego, miała miejsce w rejonie położonym na południe od Radzymina na odcinku od Starej Miłosny poprzez Wiązownę, Emów aż po Świerk, gdzie zacięty i skuteczny opór od 13 do 16 sierpnia stawiały oddziały XXIX Brygady Piechoty płk. Stanisława Wrzalińskiego.
15 sierpnia koncentryczne natarcie odwodowych dywizji polskich (10 Dywizji generała Żeligowskiego i 1 Dywizji Litewsko-Białoruskiej generała Jana Rządkowskiego), po całodziennych zażartych bojach przyniosło duży sukces. Odzyskany został Radzymin i polskie oddziały wróciły na pozycje utracone przed dwoma dniami. 16 sierpnia na liniach bojowych przedmościa warszawskiego toczyły się nadal intensywne walki, ale sytuacja wojsk polskich ulegała częściowej poprawie.
W strefie Modlina działania zbrojne początkowo nie dawały również wyraźnego rozstrzygnięcia.

### Walki nad Wkrą

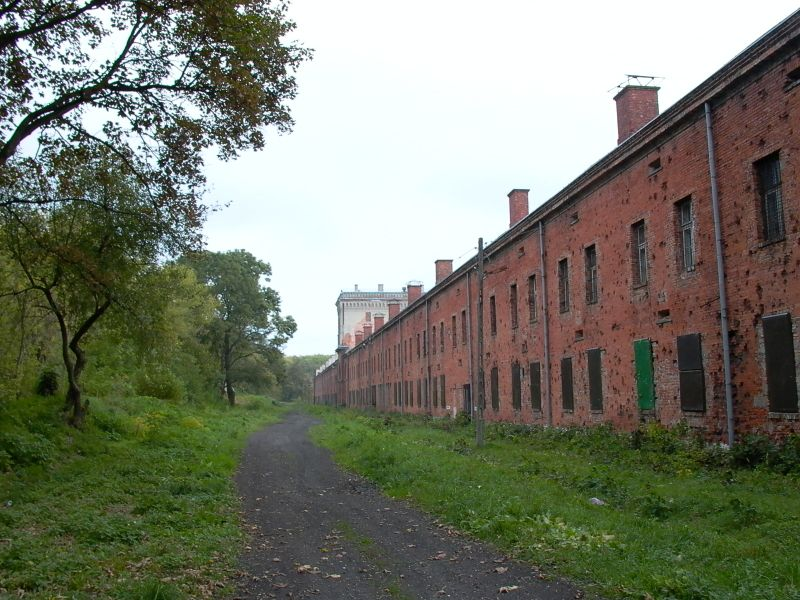
Twierdza Modlin stała się głównym punktem obrony 5. Armii generała Władysława Sikorskiego na linii Wkry

5 Armia generała Sikorskiego, która na rozkaz dowódcy Frontu Północnego przeszła 14 sierpnia do natarcia w kierunku Nasielska, czyniła postępy. Były to jednak sukcesy o znaczeniu lokalnym.
Dopiero w dwa dni później, czyli 16 sierpnia, koncentryczne uderzenie armii Sikorskiego, wyprowadzone z południowo-wschodnich fortów Modlina i znad Wkry, doprowadziło do opanowania Nasielska. Dało możliwość kontynuowania dalszych działań na Serock i Pułtusk.
Na lewym skrzydle frontu polskiego zaznaczyła się przewaga Armii Czerwonej. 4 Armia Szuwajewa i 3 Korpus Kawalerii Gaja, parły na Płock, Włocławek i Brodnicę, a w rejonie Nieszawy rozpoczęły już forsowanie Wisły.

### Kontruderzenie znad Wieprza
Pod wpływem wiadomości napływających z rejonu Warszawy oraz Włocławka i Brodnicy, naczelny wódz Wojska Polskiego zdecydował się rozpocząć manewr zaczepny znad dolnego Wieprza.
Józef Piłsudski wyprowadził kontruderzenie znad Wieprza 16 sierpnia 1920 roku siłami 5 dywizji. 4 Armia, którą osobiście dowodził składała się z 14. Dywizji Poznańskiej, 16. Dywizji Pomorskiej i 21. Dywizji Podhalańskiej. Siły jej liczyły 27 500 żołnierzy piechoty, 950 kawalerzystów, 461 karabinów maszynowych i 90 dział polowych.
Dywizje grupy uderzeniowej, mające ogromną przewagę nad słabą radziecką Grupą Mozyrską, ruszyły szerokim frontem, by już w drugim dniu natarcia dotrzeć do szosy Warszawa-Brześć. Rokowało to wyjście na tyły wojsk radzieckich pod Warszawą. Prawe skrzydło natarcia osłaniała 3 Dywizja Piechoty Legionów maszerująca na Włodawę i Brześć. Pod Warszawą wojska radzieckie zostały związane energicznym zwrotem zaczepnym części sił polskich z przedmościa, wspartych czołgami atakującymi w kierunku na Mińsk Mazowiecki tzw. II grupa uderzeniowa Stanisława Wrzalińskiego.
Postępy uzyskane już w pierwszym dniu natarcia były znaczne. 3 Dywizja Piechoty Legionów zajęła Włodawę. 1 Dywizja Piechoty Legionów odcinek Wisznice – Wohyń, a 21 Dywizja Piechoty Górskiej oraz dywizje wielkopolskie 14 i 16 osiągnęły rubież rzeki Wilgi, zajęły Garwolin i wysunęły patrole pod Wiązowną. 2 Dywizja Piechoty Legionów, przerzucona z zachodniego brzegu Wisły, przejęła rolę odwodu grupy uderzeniowej.
17 sierpnia siły polskie osiągnęły linię Biała Podlaska – Międzyrzec – Siedlce – Kałuszyn – Mińsk Mazowiecki.
Piłsudski pojechał do Warszawy i 18 sierpnia wydał stosowne rozkazy do przegrupowania. Miało ono na celu stworzenie grupy pościgowej, która zwłaszcza na prawym skrzydle odciąć miała nieprzyjacielowi odwrót na linię Brześć nad Bugiem – Białystok – Osowiec, doprowadzając do jego osaczenia. W ramach frontu środkowego, pozostającego w dalszym ciągu pod osobistym dowództwem Naczelnego Wodza, utworzona została nowa 2 Armia pod dowództwem gen. Rydza-Śmigłego. W jej skład weszły: 1DP Leg., 3DP Leg., 4 BK, 21 DP, 1 DLit.-Biał. (z 1 Armii), 41 pp (z 5 Armii) oraz „jazda Jaworskiego”. Armia ta otrzymała rozkaz pościgu po osi Międzyrzec – Białystok z równoczesnym obsadzeniem Brześcia nad Bugiem. 4 Armia miała zadanie prowadzić pościg po osi Kałuszyn – Mazowieck. W kierunku północnym (północno-wschodnim), po osi Warszawa – Ostrów – Łomża, pościg miała prowadzić 1 Armia zmniejszona do 8 DP i 10 DP. 5 Armia miała za zadanie działać w kierunku Przasnysz – Mława i odciąć oraz ostatecznie rozprawić się z 4 i 15 Armią nieprzyjaciela oraz Korpusem Kawalerii Gaja. 3 Armia (7DP i 2 DP Leg.), przetransportowana koleją do Lublina, miała osłaniać operacje od wschodu. Można skrótowo powiedzieć, że myślą przewodnią Naczelnego Wodza było działanie, które „rzuci” nieprzyjaciela na granicę niemiecką i odetnie go od dróg wiodących na wschód. Jednak te wytyczne nie zostały w pełni zrealizowane, gdyż 1 Armia opóźniła swoje działanie, a w ostateczności skierowała się do miast w kierunku północno-wschodnim, w kierunku działania 5 Armii (północno-zachodnim), przez co umożliwiła 3 i 15 Armii radzieckiej odwrót na wschód.
Piłsudski w swej książce tak charakteryzuje ten końcowy okres bitwy: Nie marnego kontredansa, lecz wściekłego galopa rżnęła muzyka wojny! Nie dzień z dniem się rozmijał, lecz godzina z godziną! Kalejdoskop w takt wściekłego galopa nakręcony, nie pozwalał nikomu z dowodzących po stronie radzieckiej zatrzymać się na żadnej z tańczonych figur. Pękały one w jednej chwili, podsuwając pod przerażone oczy całkiem nowe postacie i nowe sytuacje, które przerastały całkowicie wszelkie przypuszczenia i czynione plany i zamiary.
W tym samym czasie reszta wojsk polskich przeszła do kontrofensywy na całej długości frontu. 5 Armia znad Wkry uderzyła na XV i III Armie bolszewickie. Wskutek (wyjaśnionego poniżej) braku łączności z dowództwem i zmęczenia żołnierzy, większa część wojsk radzieckich przeszła do nieskoordynowanego odwrotu. Część sił radzieckich, 3 Korpus Kawalerii Gaj-Chana (dwie dywizje) oraz część 4 i 15 Armii (6 dywizji), nie mogąc się przebić na wschód, 24 sierpnia 1920 roku przekroczyła granicę niemiecką i została internowana na terytorium Prus Wschodnich.
|  |  |

## Epizody na miarę zwycięstwa

### Złamanie szyfrów Armii Czerwonej

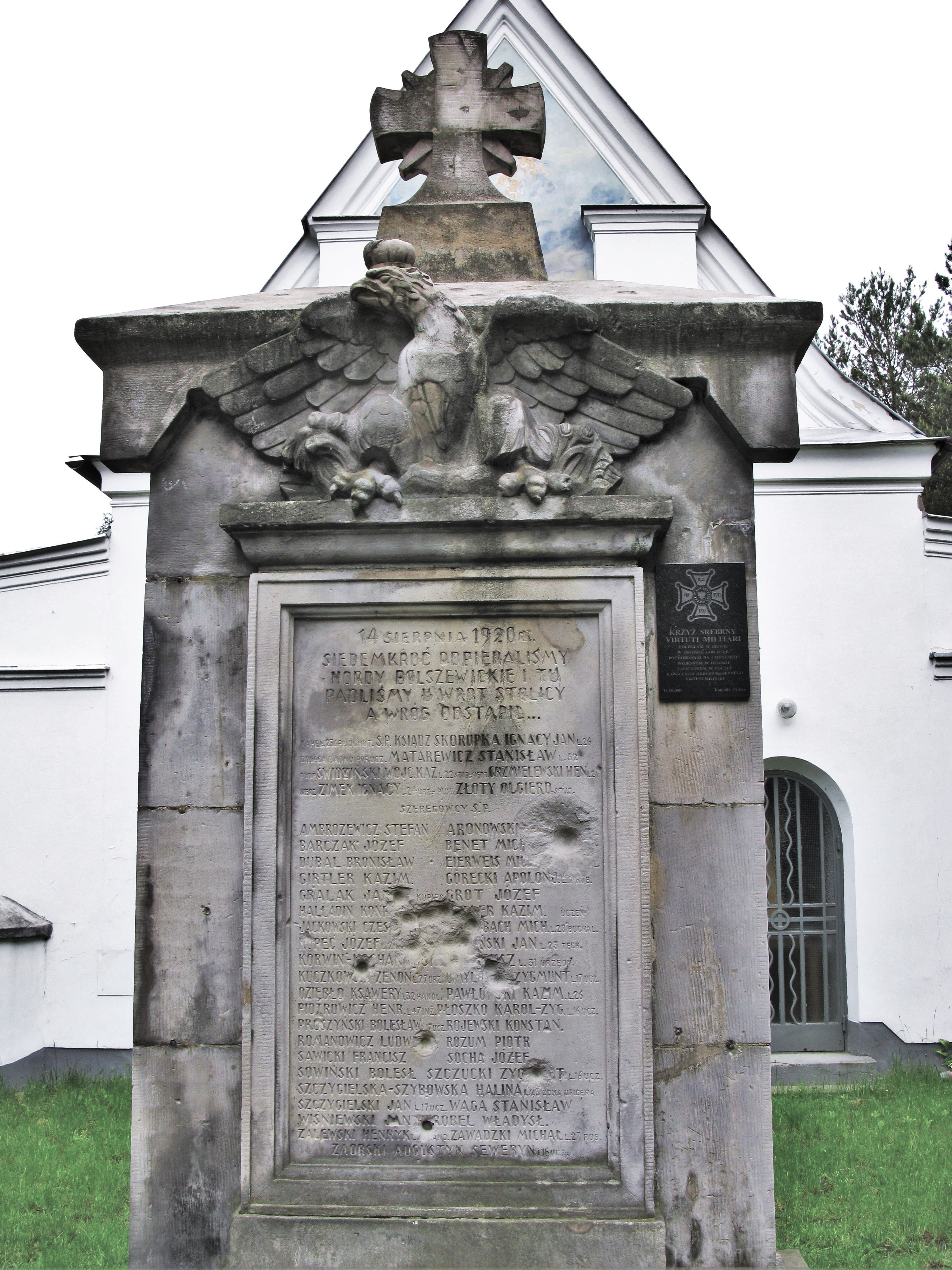
Obelisk na Cmentarzu Poległych w Bitwie Warszawskiej w Ossowie

Według odnalezionych w ostatnich latach i ujawnionych w sierpniu 2005 dokumentów Centralnego Archiwum Wojskowego już we wrześniu 1919 szyfry Armii Czerwonej zostały złamane przez porucznika Jana Kowalewskiego. Manewr polskiej kontrofensywy udał się zatem między innymi dzięki znajomości planów i rozkazów strony radzieckiej i umiejętności wykorzystania tej wiedzy przez polskie dowództwo.
Jak napisał o pracy polskiego radiowywiadu w okresie omawianego konfliktu Mieczysław Ścieżyński, nieprzyjaciel sam informował dokładnie nasze dowództwo o swym stanie moralnym i materialnym, o swych stanach liczebnych i stratach, o swych ruchach, o osiągniętych zwycięstwach i poniesionych klęskach, o swych zamiarach i rozkazach, o miejscu postoju swych dowództw i rejonach dyslokacyjnych swych dywizji, brygad i pułków.
Jednym z najważniejszych sukcesów polskiego wywiadu w okresie bitwy warszawskiej było przechwycenie i odszyfrowanie radiodepeszy dowództwa XVI Armii z 13 sierpnia, dotyczącej zajęcia Warszawy:

Ze sztabu XVI Armii do sztabów podległych dywizji. 13 VIII 1920 r. Rozkaz operacyjny do wojsk XVI Armii.
Armie zachodniego frontu po walkach zajęły Mławę – Ciechanów – Pułtusk – Wyszków. 21 dywizji rozkazano dnia 13 VIII uderzyć na nieprzyjaciela działającego naprzeciw prawego skrzydła naszej armii z linii Zegrze – Załubice, w kierunku na Pragę.
Rozkazuję dywizjom kontynuować ofensywę i wieczorem dnia 14 VIII 1920 r. zawładnąć następującymi rejonami: 27 dywizja – Łajsk – Stacja Jabłonna – Nieporęt; 2 dywizja – Radzymin – Stanisławów – Pustelnik – (wyłącznie) – Helenów; 17 dywizja – Pustelnik – Marki – Turów – Wołomin; 10 dywizja – Mokrołok – Wawer – Jarosław – Okuniew; 8 dywizja – Karczew – Osieck – Kołbiel.
Zwiady dywizyjne do tego czasu powinny dotrzeć aż do linii rzeki Wisły, w granicach dywizyjnych odcinków wyznaczonych w punkcie pierwszym mojej dyrektywy nr 505.
Dowódca 27 dywizji ma współdziałać z 21 dywizją przy jej uderzeniu skierowanym na Pragę.
Dowódca 10 dywizji ma mieć na widoku, że zależnie od okoliczności jego dywizja może mieć główny kierunek na Pragę w celu sforsowania rzeki Wisły w granicach Warszawy, co wymaga skoncentrowania jednej brygady w rejonie Okuniewa.
O otrzymaniu niniejszego natychmiast zameldować.

### Mapa i rozkaz
Powodzenie planu operacji polegającej na wykonaniu tak głębokiego manewru w dużej mierze zależy od utrzymania jego treści w głębokiej tajemnicy.
Naczelne Dowództwo Armii Czerwonej już 13 sierpnia zdobyło pod Dubienką plan polskich działań. Zginął tam dowódca pułku ochotniczego im. Stefana Batorego – mjr Wacław Drohojowski. Znaleziono przy nim mapnik, a w nim rozkaz bojowy wraz z mapą. Rosjanie doszli jednak do wniosku, że jest to mistyfikacja polska, która ma w ten sposób zmusić ich do osłony lewego skrzydła zgrupowania uderzeniowego i tym samym powstrzymać natarcie na Warszawę.

### Zdobycie radiostacji
Jednym z ważniejszych epizodów bitwy warszawskiej było zdobycie przez kaliski 203. pułk ułanów dowodzony przez mjr Zygmunta Podhorskiego, sztabu 4. Armii radzieckiej w Ciechanowie 15 sierpnia, a wraz z nim – kancelarii armii, magazynów i jednej z dwóch radiostacji, służących tej armii do łączności z dowództwem w Mińsku. Polacy wiedzieli, że w tym czasie druga z radiostacji była wyłączona, ponieważ przemieszczała się w inne miejsce. W tym czasie dowódca frontu Michaił Tuchaczewski wydał 4 Armii rozkaz zawrócenia na południowy wschód i uderzenia na armię gen. Sikorskiego, który walczył pod Nasielskiem.

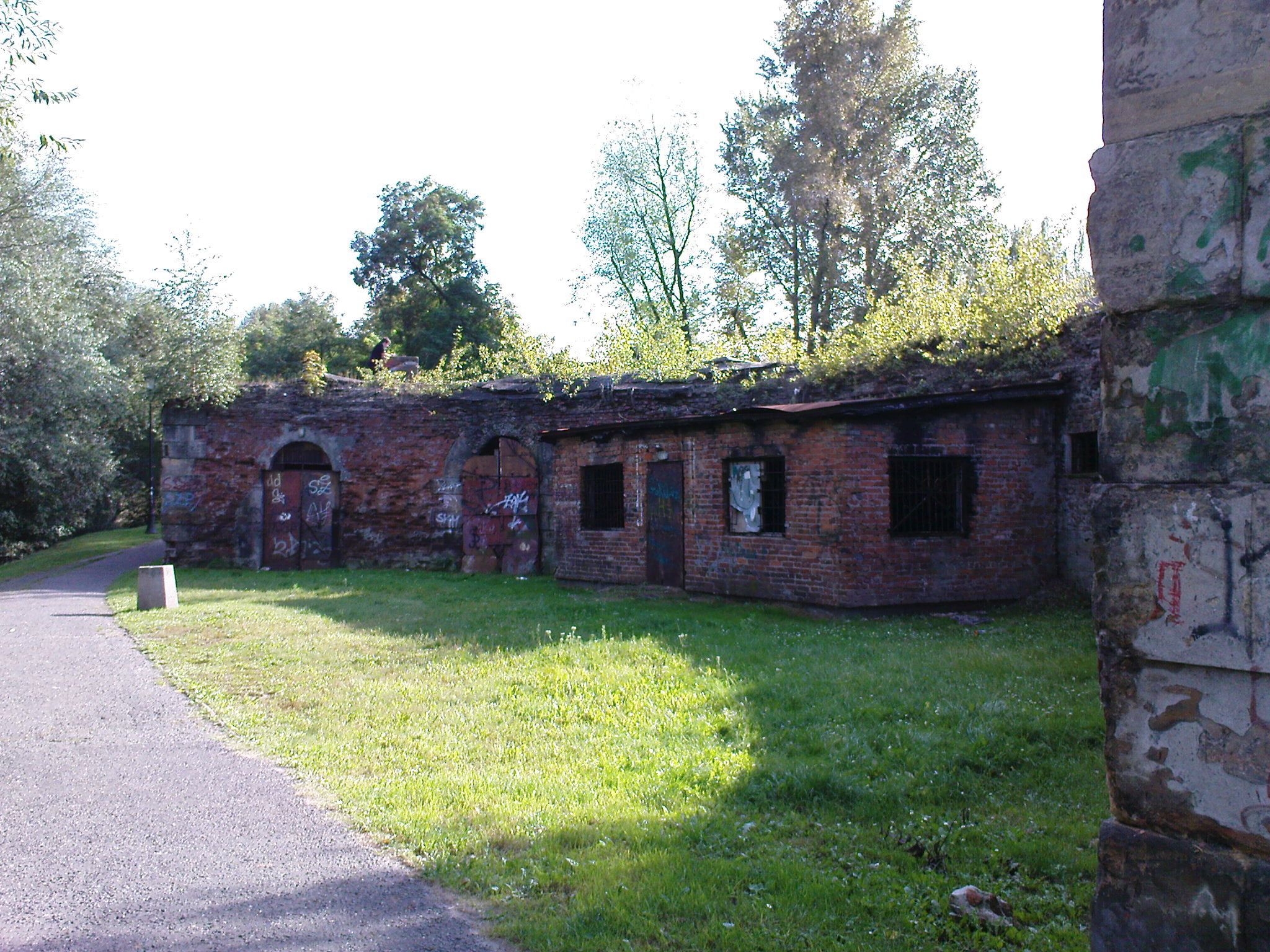
Działobitnia Cytadeli pomiędzy III i IV Bastionem, gdzie znajdowały się maszty radiostacji przy Cytadeli

Szybkie i skuteczne rozszyfrowanie tego rozkazu przez Polaków umożliwiło przeanalizowanie sytuacji i doprowadziło do podjęcia błyskawicznej decyzji przestrojenia nadajnika warszawskiego na częstotliwość radzieckiej radiostacji i rozpoczęcie skutecznego zagłuszania znacznie odleglejszych nadajników z Mińska, dzięki czemu druga z radzieckich radiostacji, którą 4 Armia dysponowała, po jej uruchomieniu w nowym miejscu, wciąż nie była w stanie odebrać rozkazów Tuchaczewskiego. Warszawa bowiem na tej samej częstotliwości nadawała przez dwie doby bez przerwy teksty Pisma Świętego – jedyne dostatecznie obszerne teksty, które ad hoc udało się dowództwu Cytadeli, gdzie mieścił się polski nadajnik, dać radiotelegrafistom do nieustannego nadawania.
Rozważano również możliwość nadawania błądzącym na Pomorzu oddziałom radzieckim rozkazów fałszywych, ale od pomysłu tego odstąpiono, nie chcąc zdemaskować się ze złamaniem radzieckich szyfrów.
Doborowa 4 Armia straciwszy swój sztab oraz łączność z dowództwem frontu, straciła koordynację działań. Nie otrzymawszy z Mińska rozkazów (ściślej: nie będąc w stanie ich dosłyszeć) zmieniających kierunek jej operowania, armia ta ze swoimi sześcioma dywizjami posuwała się nadal wzdłuż linii wyznaczonej ostatnio otrzymanymi rozkazami, co zapędziło ją aż do obecnej wschodniej części Torunia (później niektórzy historycy wojskowi ironizowali, że armia ta w tym czasie walczyła nie z Polską, tylko z traktatem wersalskim). W ten sposób została wyeliminowana z bitwy o Warszawę.

### Węgierska pomoc materiałowa – amunicja
Sojusznicza pomoc z Francji nie docierała z powodu blokady dostaw przez Niemcy, Austrię i Czechosłowację, która 28 lipca 1920 zajęła Zaolzie. II Międzynarodówka Socjalistyczna, popierając bolszewików, agitowała dokerów i marynarzy do blokowania przeładunku zaopatrzenia docierającego do Polski drogą morską przez port w Gdańsku. W początkach lipca 1920 rząd Węgier premiera Pála Telekiego podjął decyzję o udzieleniu pomocy Polsce, przekazując nieodpłatnie i dostarczając w krytycznym momencie wojny na własny koszt drogą przez Rumunię, a dalej linią kolejową Czerniowce-Kołomyja-Stryj zaopatrzenie wojskowe: 48 milionów naboi karabinowych Mausera, 13 milionów naboi Mannlichera, amunicję artyleryjską, 30 tysięcy karabinów Mauser i kilka milionów części zapasowych, 440 kuchni polowych, 80 pieców polowych. 12 sierpnia 1920 do Skierniewic dotarł tą drogą transport m.in. 22 milionów naboi do Mausera z fabryki Manfréda Weissa w Czepel. 

Łącznie w latach 1919–1921 rząd Królestwa Węgier przekazał Polsce blisko 100 milionów pocisków karabinowych, ogromne ilości amunicji artyleryjskiej, sprzętu i materiałów wojennych.

{{Cytat}} Linki zewnętrzne: "źródło".

## Epilog

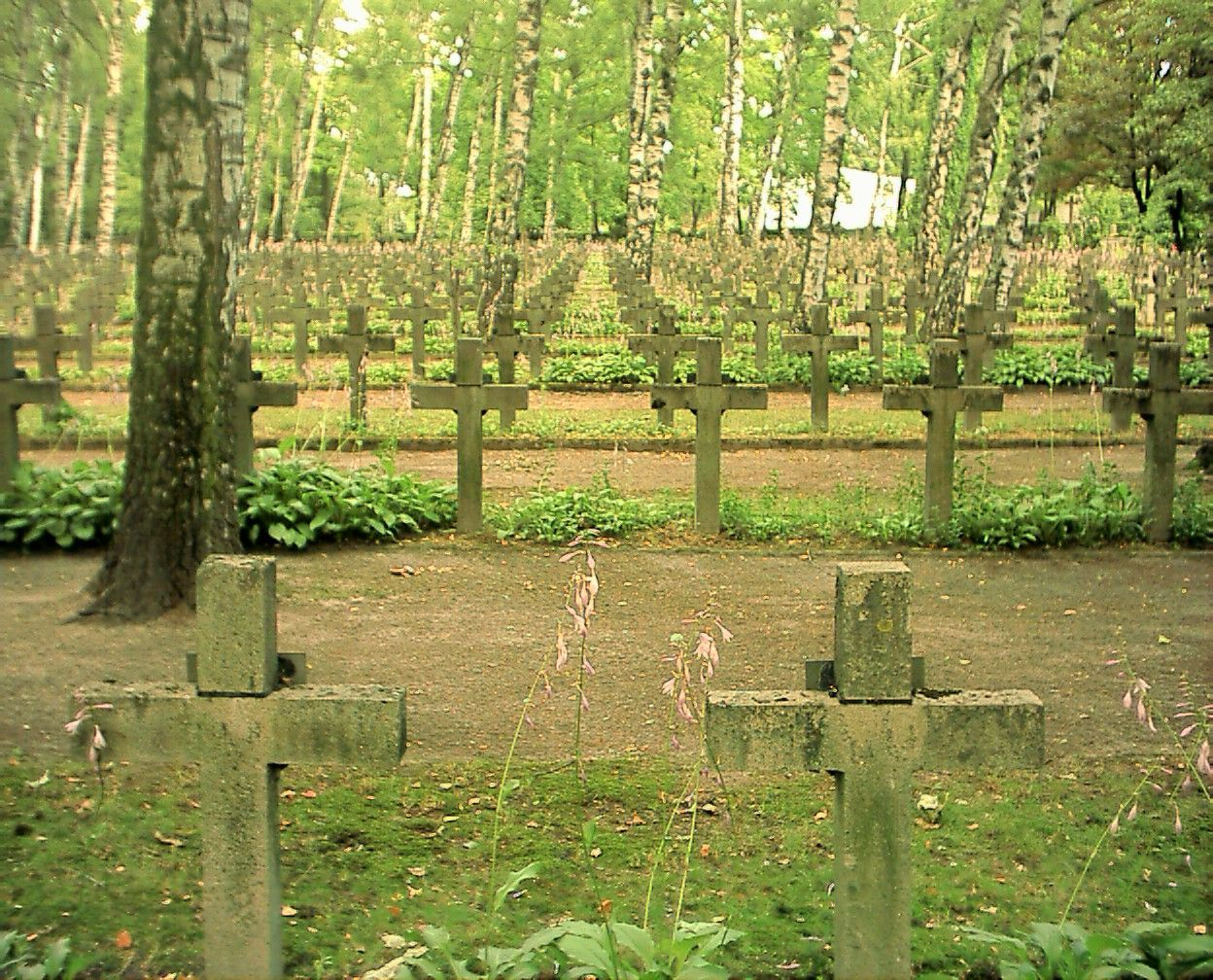
Groby poległych na warszawskich Powązkach

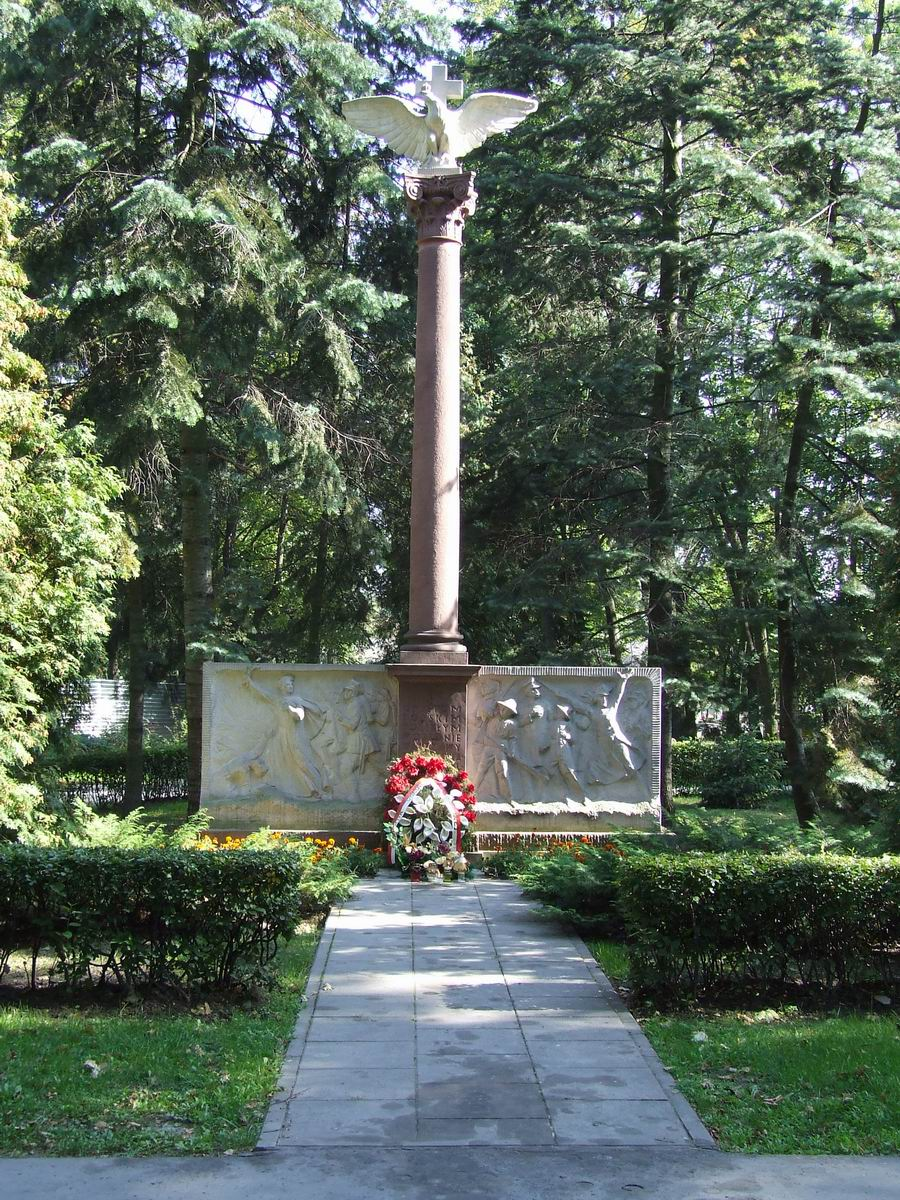
Pomnik na Powązkach poległym w 1920

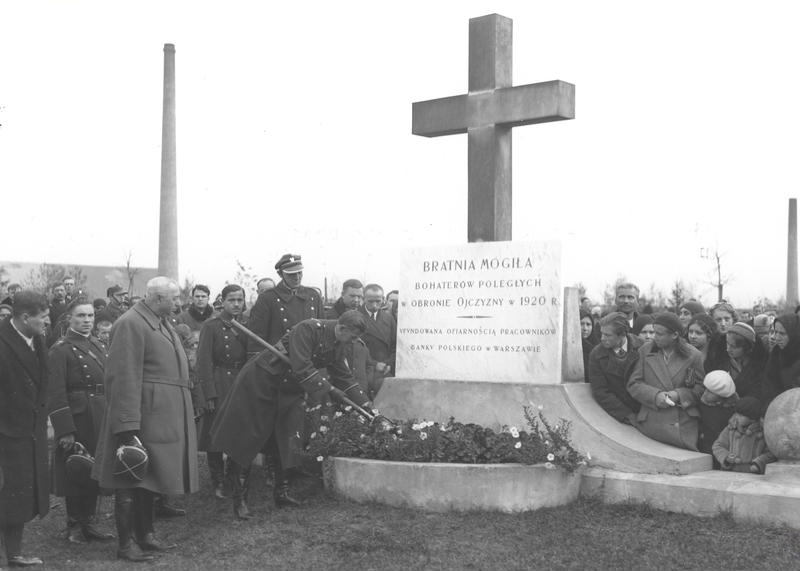
Mogiła żołnierzy poległych pod Radzyminem w 1920 (1 listopada 1932 r. uroczystości na miejscowym cmentarzu)

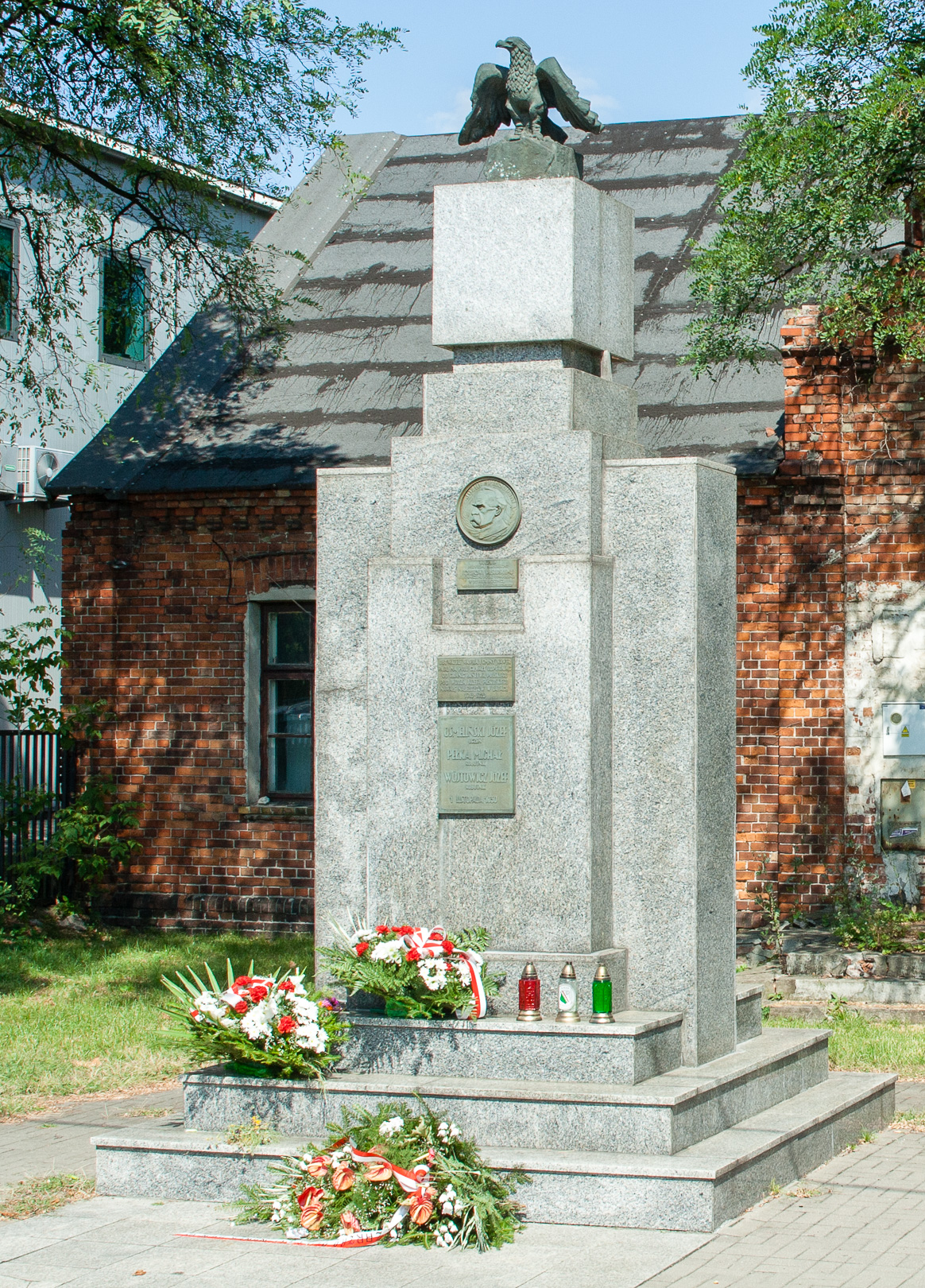
Pomnik Józefa Piłsudskiego oraz poległych w latach 1918–1920, Wawer, Warszawa

W wyniku bitwy warszawskiej (i następującej po niej niemeńskiej) 15 października delegacje polskie i radzieckie zawarły w Rydze zawieszenie broni, a w marcu 1921 na jego bazie zawarty został traktat pokojowy, który do agresji ZSRR na Polskę 17 września 1939 na osiemnaście i pół roku uregulował stosunki polsko-radzieckie i wytyczył polską granicę wschodnią.

### Straty
Straty strony polskiej wyniosły: ok. 4,5 tys. zabitych, 22 tys. rannych i 10 tys. zaginionych. Szkody wyrządzone sowietom nie są znane. Przyjmuje się, że ok. 25 tys. bolszewików poległo, 60 tys. trafiło do polskiej niewoli, zaś 45 tys. zostało internowanych przez Niemców.

### Kontrowersje

#### Radzieckie
Za klęskę wojsk rosyjskich w bitwie warszawskiej Tuchaczewski obciążał Józefa Stalina. Twierdził on, że dyrektywa Kamieniewa, dotycząca przekazania z Frontu Południowo-Zachodniego 1 Armii Konnej i 12 Armii pod jego rozkazy zablokowana została właśnie przez Stalina.
Inni twierdzili (Szaposznikow, Budionny, Tuleniew, Golikow, Timoszenko, Woroszyłow), że rzeczywista odpowiedzialność spada na Tuchaczewskiego, który źle zorganizował operację zdobycia Warszawy.
Znamienne jest, że wszyscy ww. oficerowie przeżyli rok 1937, dosłużyli się wysokich stopni i dożyli długich lat. Ci zaś, którzy wskazywali, że winien jest Stalin, zakończyli swój żywot wraz z marszałkiem Tuchaczewskim w 1937 w ramach tzw. wielkiej czystki.

#### Polskie

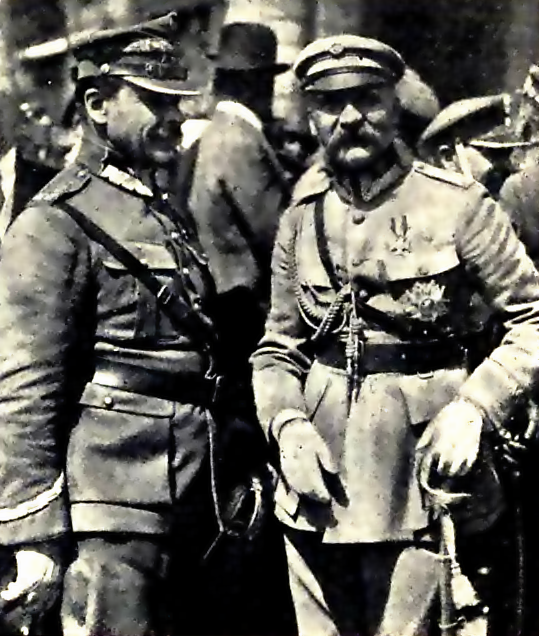
Józef Piłsudski i Józef Haller, w czasie przeglądu wojsk powracających ze zwycięskiej operacji

W 1920 w Polsce rozgorzał spór o autorstwo planu bitwy warszawskiej i miano zwycięzcy. Z czysto technicznego punktu widzenia autorem planu jest gen. Rozwadowski, jednak marszałek Piłsudski, jako Wódz Naczelny, uważał siebie za konstruktora warszawskiego zwycięstwa. Również wielu historyków przyznaje, że koncepcja bitwy należała do marszałka, którą później na papier przelał gen. Rozwadowski. Istnieje jednak szereg dowodów potwierdzających fatalną kondycję psychiczną Piłsudskiego.
Na wszystkich rozkazach operacyjnych od 12 do 16 sierpnia widnieje podpis gen. Rozwadowskiego, który przez część historyków uważany jest za głównego architekta zwycięstwa nad bolszewikami. Dodatkowo kontrowersje wzbudza fakt, że Piłsudski 12 sierpnia złożył dymisję z piastowanych stanowisk na ręce premiera Witosa i udał się w nocy z 12 na 13 sierpnia do majątku Bobowa do swoich córek i przyszłej żony Aleksandry. Trzeba jednak zaznaczyć, że 13 sierpnia o 10.00 był już w Dęblinie, gdzie przeprowadził odprawę z generałami Śmigłym-Rydzem i Skierskim, a 14 i 15 sierpnia spędził na inspekcjonowaniu pułków Frontu Środkowego.
Opozycja jeszcze bardziej komplikowała sytuację, wysuwając w celu zdyskredytowania Piłsudskiego wielu kandydatów, którym to Polacy mieli zawdzięczać zwycięstwo w bitwie warszawskiej, obok Rozwadowskiego m.in. Hallera, Weyganda czy Sikorskiego. Służyło temu też podkreślanie „cudowności” zwycięstwa nad Wisłą.
Dziś z całą pewnością można powiedzieć, że pozostaje dwóch autorów zwycięstwa: Rozwadowski i Piłsudski; niestety brakuje obiektywnego spojrzenia na cały spór, który budzi wiele kontrowersji i zawiera sporo nieścisłości. Same rozkazy operacyjne, wykształcenie, umiejętność planowania przemawiają za Rozwadowskim, jednak list z 15 sierpnia wskazywałby na Piłsudskiego. Nie zmienia to faktu, że Polska odniosła zwycięstwo dzięki zgodnej współpracy naczelnego dowództwa, które w czasie krytycznym dla kraju potrafiło schować urazy i osobiste niechęci.
W historii sztuki wojennej Bitwa Warszawska jest jednak przykładem rozstrzygającego manewru, którego efekt końcowy osiągnięty został myślą przewodnią dowódcy, rzetelną pracą sztabu oraz wysokimi umiejętnościami oficerów i żołnierzy na polu walki.
Simon Goodough – popularyzator historii wojen i wojskowości – w wydanej w 1979 r. książce Tactical Genius in Battle, postawił Józefa Piłsudskiego w kręgu zwycięzców 27 największych bitew w dziejach świata. Wymienił go w szeregu takich strategów jak Temistokles, Aleksander Wielki, Cezar, Gustaw Adolf czy Kondeusz.

## Znaczenie bitwy warszawskiej dla Europy
Znaczenie bitwy warszawskiej jest wciąż obiektem badań historycznych. Ambasador brytyjski w przedwojennej Polsce – lord Edgar Vincent D’Abernon nazwał ją już w tytule swej książki „Osiemnastą decydującą bitwą w dziejach świata”. W jednym z artykułów opublikowanych w sierpniu 1930 r. pisał: Współczesna historia cywilizacji zna mało wydarzeń posiadających znaczenie większe od bitwy pod Warszawą w roku 1920. Nie zna zaś ani jednego, które by było mniej docenione… Gdyby bitwa pod Warszawą zakończyła się zwycięstwem bolszewików, nastąpiłby punkt zwrotny w dziejach Europy, nie ulega bowiem wątpliwości, iż z upadkiem Warszawy środkowa Europa stanęłaby otworem dla propagandy komunistycznej i dla radzieckiej inwazji (…). Zadaniem pisarzy politycznych… jest wytłumaczenie europejskiej opinii publicznej, że w roku 1920 Europę zbawiła Polska.
Polski historyk i ekspert stosunków polsko-rosyjskich, prof. Andrzej Nowak, w swej książce Klęska imperium zła. Rok 1920 udowadnia tezę, że polskie zwycięstwo uratowało Europę zachodnią przed rewolucją komunistyczną: W korespondencji Lenina ze Stalinem z końca lipca 1920 r. przewija się systematycznie jeden motyw: jak dobijemy Polskę, zdobędziemy Lwów – to była perspektywa Stalina, który ugrzązł ze swoim frontem nie na bohaterskiej obronie Warszawy, lecz Lwowa. Otóż Stalin mówił, że zdobędą najpierw rzeczony Lwów, a potem cała Galicja aż po Kraków będzie bolszewicka i Rosjanie pójdą dalej, rozbiją Czechy, Węgry i Rumunię, wejdą do Wiednia, a w końcu zsowietyzują także Włochy. Stalin wymienia te konkretne kraje, które miały paść ofiarą postępującej ofensywy radzieckiej już w roku 1920. Te ambitne plany podboju praktycznie całego kontynentu europejskiego legły w gruzach. Legły w gruzach, bo zatrzymała je Polska.
Francuski generał Louis Faury w jednym z artykułów w 1928 r. porównał bitwę warszawską do bitwy pod Wiedniem: Przed dwustu laty Polska pod murami Wiednia uratowała świat chrześcijański od niebezpieczeństwa tureckiego; nad Wisłą i nad Niemnem szlachetny ten naród oddał ponownie światu cywilizowanemu usługę, którą nie dość oceniono.
Z kolei brytyjski historyk J.F.C. Fuller napisał w książce Bitwa pod Warszawą 1920: Osłaniając centralną Europę od zarazy marksistowskiej, Bitwa Warszawska cofnęła wskazówki bolszewickiego zegara (…), zatamowała potencjalny wybuch niezadowolenia społecznego na Zachodzie, niwecząc prawie eksperyment bolszewików.

## Struktury wojsk
| Front Zachodni Michaił Tuchaczewski      |
| ---------------------------------------- |
| 3 Korpus Kawalerii Gaja Dimitriewicz Gaj |
| 4 Armia Aleksandr Szuwajew               |
| 15 Armia August Kork                     |
| 3 Armia Władimir Łazariewicz             |
| 16 Armia Nikołaj Sołłohub                |

| Front Północny Józef Haller | Front Środkowy Edward Śmigły-Rydz | Front Południowy Wacław Iwaszkiewicz |
| 5 Armia Władysław Sikorski  | 4 Armia Leonard Skierski          | 6 Armia Władysław Jędrzejewski       |
| 1 Armia Franciszek Latinik  | 3 Armia Zygmunt Zieliński         | Armia Ukraińska Mychajło Pawlenko    |
| 2 Armia Bolesław Roja       |                                   |                                      |

## Upamiętnienie

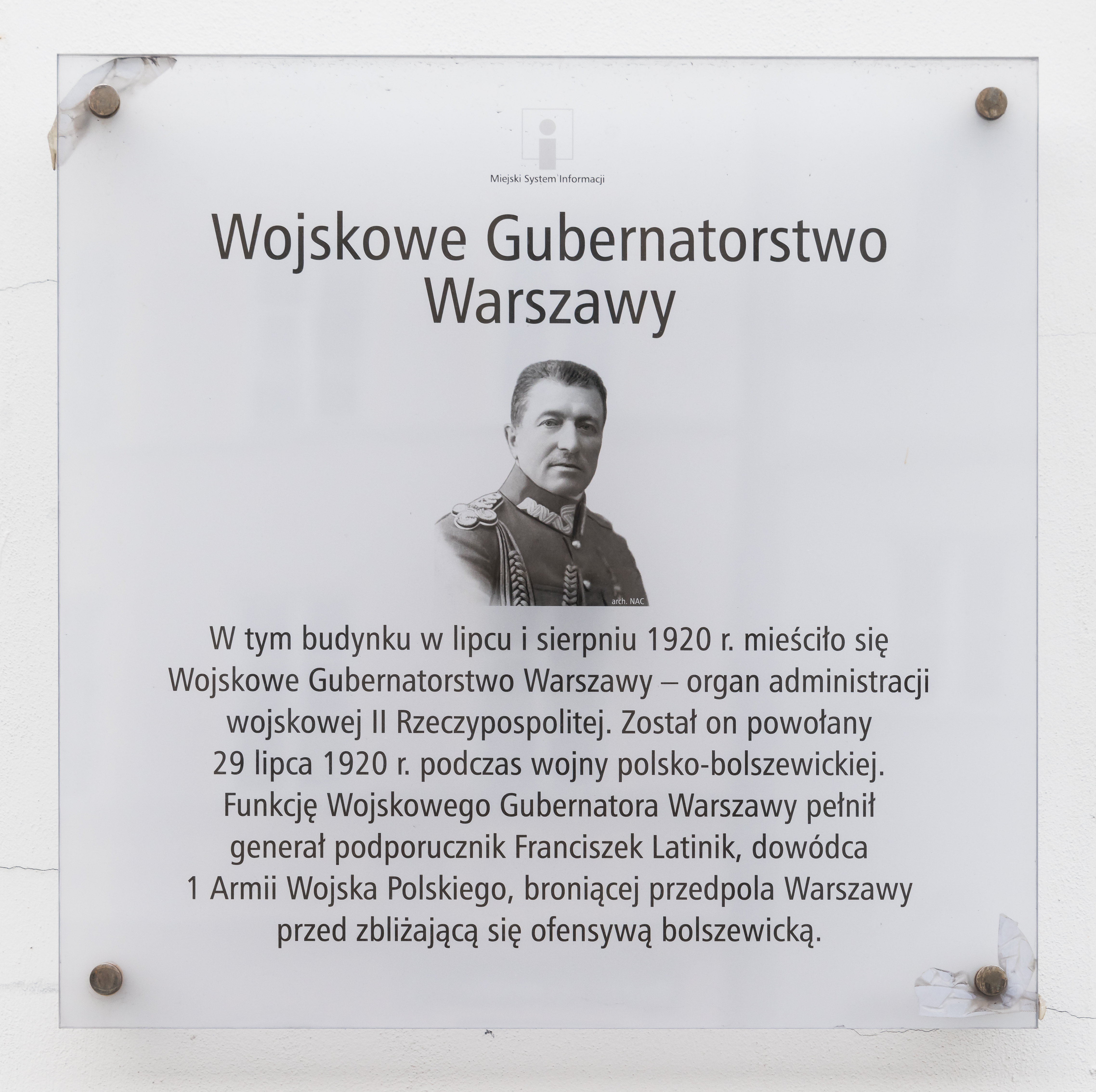
Tablica upamiętniająca Wojskowe Gubernatorstwo Warszawy i generała Franciszka Latinika na budynku Resursy Obywatelskiej przy ul. Krakowskie Przedmieście 64 w Warszawie

W 1930 został wybity medal upamiętniający o treści W dziesiątą rocznicę Cudu nad Wisłą (rewers) i Ojciec św. Pius XI w 1920 r. nie opuścił Warszawy (awers), wydany przez Mennicę Warszawską, a zaprojektowany przez Stefana Rufina Koźbielewskiego.
Z okazji rocznicy 100-lecia Bitwy Warszawskiej zarówno uchwałą Sejmu RP VIII kadencji z 13 czerwca 2019, jak i uchwałą Senatu RP IX kadencji z 18 października 2019, rok 2020 został ustanowiony Rokiem Bitwy Warszawskiej. Patronom roku 2020 poświęcono wydanie specjalne Kroniki Sejmowej.
21 sierpnia 2020, w ramach obchodów setnej rocznicy bitwy warszawskiej, na budynku Resursy Obywatelskiej przy ul. Krakowskie Przedmieście 64 w Warszawie została odsłonięta tablica upamiętniająca działalność Wojskowego Gubernatorstwa Warszawy oraz gubernatora Franciszka Latinika w czasie bitwy warszawskiej w sierpniu 1920 roku.
W 2020 roku w związku ze 100-leciem Bitwy Warszawskiej Narodowy Bank Polski wprowadził do obiegu banknot kolekcjonerski 20 złotych 100-lecie Bitwy Warszawskiej. Z tej samej okazji Poczta Polska wyemitowała 15 sierpnia 2020 roku serię 4 znaczków pocztowych o nominale 3,30 złotych oraz bloczek o nominale 6,60 złotych ze scenami z bitwy. Autorem projektu znaczków był Roch Stefaniak, który inspirował się obrazem Jerzego Kossaka Cud nad Wisłą ze zbiorów Zamku Królewskiego w Warszawie. Druk wykonano techniką offsetową na papierze fluorescencyjnym. Każdy ze znaczków wydano w nakładzie 108 tys. sztuk. Wydano również 100 tys. bloków.
W Ossowie, gdzie miał miejsce jeden z etapów bitwy, budowane jest muzeum upamiętniające Bitwę Warszawską.
W kolarstwie szosowym rozgrywany jest upamiętniający bitwę wyścig Tour Bitwa Warszawska 1920.